# José María Aznar
José María Aznar López (Madrid, 25 de febrero de 1953) es un político español, cuarto presidente del Gobierno de España desde la transición en las legislaturas VI y la VII de España, de 1996 a 2004. Es miembro del Partido Popular, del que fue presidente entre 1990 y 2004. Es presidente de la Fundación para el Análisis y los Estudios Sociales desde 2004.
Hijo de Manuel Aznar Acedo y Elvira López Panadero, durante su juventud militó en el Frente de Estudiantes Sindicalistas, una organización falangista de orientación católica. Su abuelo fue Manuel Aznar y Zubigaray, un periodista, diplomático y político muy destacado durante el franquismo. Licenciado en Derecho por la Universidad Complutense de Madrid, empezó a trabajar como inspector de Finanzas del Estado hasta su salto a la política de la mano de Alianza Popular, que más tarde sería refundado en el Partido Popular. Tras su progresivo ascenso dentro del partido, llegó a ser presidente de la Junta de Castilla y León (1987-1989) y jefe de la oposición desde 1989 a 1996, etapa durante la que sufrió un intento de asesinato por parte de ETA (1995).
Aznar y el Partido Popular ganaron las elecciones generales de 1996, pero al no alcanzar la mayoría absoluta, Aznar fue nombrado presidente del gobierno con el apoyo, previo pacto, de los partidos nacionalistas catalanes —CiU, con el Pacto del Majestic— vascos (EAJ-PNV) y canarios (CC). Durante su primera legislatura, entre 1996 y 2000, su gobierno destacó por la liberalización y desregularización de la economía. Al mismo tiempo, realizó recortes en los gastos del Estado y privatizó diversas empresas estatales de sectores estratégicos. La economía creció y el país cumplió con los criterios de convergencia fijados en Maastricht y se integró en el grupo de países que tendrían el euro como nueva moneda, pero el desempleo continuó siendo muy elevado. En otros ámbitos, su gobierno tuvo que lidiar con el asesinato por parte de ETA de Miguel Ángel Blanco, que convulsionó a la sociedad española —aunque el gobierno de Aznar negociaría con ETA entre 1998 y 1999 para poder desmantelarla definitivamente—. España también progresó en su integración en la estructura de la OTAN.
Su segunda legislatura al frente del gobierno vino marcada por la mayoría absoluta obtenida en las elecciones del año 2000. La economía continuó en índices altos de crecimiento y el paro bajó progresivamente. Internamente este periodo quedó marcado por el hundimiento del Prestige y el accidente del Yak-42. Asimismo entre 2000 y 2004 el PP tuvo que hacer frente a una mayor movilización social en contra de algunas de sus políticas —como la educativa o el Plan Hidrológico Nacional que preveía el trasvase del Ebro hacia Valencia, Murcia y Almería. En el plano internacional, España se acercó a Estados Unidos, especialmente después de iniciarse el gobierno de George W. Bush, apoyando decididamente la llamada «Guerra contra el terrorismo» y la invasión de Afganistán. Esta política de «reafirmación internacional» tuvo su reflejo también en el deterioro de las relaciones con Marruecos que llegaron a una tensión máxima en el verano de 2002 con motivo de la ocupación por gendarmes marroquíes del deshabitado islote de Perejil, cercano a Ceuta, y que España consideraba bajo su soberanía. Durante el año 2002 su gobierno tuvo que abordar el desastre del Prestige, donde fue duramente criticado por su mala gestión, al tiempo que las manifestaciones contra la inminente invasión de Irak —sin el apoyo de la ONU y rechazada ampliamente por la opinión pública española— se acrecentaban en varios países, incluido España, cuyo gobierno se transformó en el principal apoyo de Estados Unidos junto a Reino Unido durante el proceso previo y posterior a la invasión.
A tres días de las elecciones de 2004, una célula yihadista, supuestamente motivada por el apoyo de España a las invasiones de Irak y Afganistán, hizo explotar diez mochilas cargadas de explosivos en cuatro atentados coordinados en diferentes trenes de cercanías de Madrid. El gobierno de Aznar acusó inicialmente a ETA de ser la autora del atentado y mantuvo durante unos días esa hipótesis, preocupado de la pérdida de votos que podía acarrear un atentado de corte islamista. Finalmente, el Partido Popular perdió las elecciones, influidas no tanto por los atentados sino por la creencia sostenida de la opinión pública de que el gobierno había mentido deliberadamente.
Tras abandonar el gobierno, desde 2004 ha trabajado en diversas empresas privadas. Es miembro y presidente de FAES y fue presidente de honor del Partido Popular (2004-2016), cargo al que renunció. Fue miembro del Consejo de Estado. Periódicamente entra en el debate político del momento con intervenciones o ruedas de prensa. La figura de Aznar, que se ha llegado a presentar a sí mismo como un «heredero de la tradición liberal española», ha sido una de las referencias del sector liberal conservador del centro-derecha español. Dio pie a un cambio en la dirección de la política exterior española, orientándola hacia el atlantismo, propiciando un acercamiento a Tony Blair y George W. Bush a costa de las relaciones con el eje francoalemán.

## Inicios
Nacido en Madrid el 25 de febrero de 1953, es hijo de Manuel Aznar Acedo (1916-2001), que durante la dictadura ocupó diversos cargos en organismos de radiodifusión y propaganda, y de Elvira López Panadero (1922-2020); tiene tres hermanos mayores: Manuel, exmiembro del consejo del Tribunal de Cuentas, Mercedes y Elvira. Es asimismo nieto de Manuel Aznar Zubigaray, periodista, político y diplomático navarro.
Durante su juventud militó en el Frente de Estudiantes Sindicalistas (FES), sindicato estudiantil que fue embrión de Falange Española Independiente (FEI). Aznar fue uno de los muchos responsables del FES que dirigieron una actitud crítica hacia el franquismo postrero y su fachada política, el Movimiento Nacional, y que reivindicaban el pensamiento original del fundador de la Falange, José Antonio Primo de Rivera. Esta afiliación juvenil dejó paso a un pensamiento conservador.
Licenciado en Derecho por la Universidad Complutense de Madrid (1975) fue funcionario de Hacienda como inspector de Finanzas del Estado (1976). Ingresó en 1979 en Alianza Popular (desde 1989, refundada como Partido Popular). En 1977 contrajo matrimonio con Ana María Botella Serrano con quien tiene tres hijos: José María Jr., Ana y Alonso, y siete nietos: Valvanuz, José María III y Gaspar (hijos de José María Jr.) y Alejandro, Rodrigo, Pelayo y Alonso, (hijos de Ana Aznar y el empresario y expolítico Alejandro Agag).

## Presidente de la Junta de Castilla y León (1987-1989)
En 1987 accedió a las Cortes de Castilla y León y el 21 de julio, tras vencer Alianza Popular en las elecciones de 1987 y poder contar con el apoyo de fuerzas políticas favorables, fue nombrado presidente de la comunidad autónoma. Estuvo en el cargo únicamente media legislatura, hasta 1989.

## Líder de la oposición (1989-1996)

Aznar, junto al primer ministro de Hungría József Antall, el alcalde de París y posteriormente presidente de Francia Jacques Chirac y con el primer ministro de la República Checa Václav Klaus en 1993.

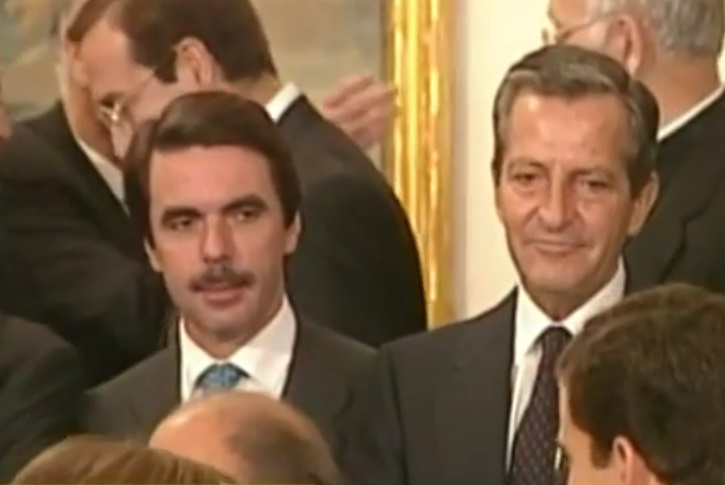
Aznar, acompañado de Adolfo Suárez, en noviembre de 1995.

El 4 de septiembre de 1989, José María Aznar fue elegido candidato del Partido Popular a la presidencia del gobierno de España. Acto seguido dimitió de su cargo de presidente de la Junta de Castilla y León.
El 29 de octubre de 1989 tuvieron lugar las quintas elecciones generales del nuevo periodo democrático. En ellas volvió a vencer el PSOE, con 175 escaños, que le permitieron a Felipe González gobernar un tercer mandato. El Partido Popular liderado por Aznar obtuvo 107 escaños. En la circunscripción de Madrid, la lista encabezada por Aznar fue la más votada, por delante de la de Felipe González.
Entre el 31 de marzo y el 1 de abril de 1990 se celebró el X Congreso del Partido Popular que, según declararían, pondría punto final a la refundación del partido iniciada años atrás por su anterior presidente, Manuel Fraga. En el mismo, Aznar sentó las bases de su futuro programa electoral.
El 12 de abril de 1993, el presidente del Gobierno, Felipe González, anunció la convocatoria de elecciones generales anticipadas para el domingo 6 de junio. El 24 de mayo, tuvo lugar, por primera vez en la historia de España, un debate televisivo entre los dos candidatos de los dos grandes partidos nacionales (PSOE y PP) a la presidencia del Gobierno. Fue en Antena 3 y moderado por Manuel Campo Vidal. Según todas las encuestas, Aznar resultó vencedor. En los últimos días de la campaña electoral algunas encuestas llegaron a anunciar la victoria del Partido Popular.
Las elecciones sin embargo volvieron a ser ganadas por el PSOE (que llevaba siendo la fuerza más votada ininterrumpidamente desde 1982), con 159 diputados. Los conservadores consiguieron 141 diputados, un notable ascenso sobre los 106 que tenían previamente. La gran novedad de la legislatura fue que el PSOE perdió por primera vez la mayoría absoluta, viéndose obligado a pactar con otras fuerzas políticas en el Congreso.
El 19 de abril de 1994, durante el debate del estado de la nación que se celebró con un Felipe González cada vez más en entredicho por una acumulación de casos de corrupción en su gobierno y una crisis económica de gran magnitud, Aznar pronunció una frase que repetiría en los meses siguientes: «Vayasé señor González».

... En las actuales circunstancias, no le queda más que una salida honorable: presentar su renuncia al Rey y aconsejarle respecto a qué miembro de su partido reúne las mejores condiciones para sustituirle. Váyase, señor González. No le queda ninguna otra salida honorable. Porque usted es el principal y primer responsable de la situación económica. Porque usted es el principal y primer responsable de los casos de corrupción y el clima general de corrupción en España. Porque usted es el principal responsable de la degradación de la vida pública española. Porque usted es el principal y primer responsable de un gobierno incapaz...
José Maria Aznar. 19 de abril de 1994.

La vida pública se tensó extraordinariamente. El PP, Izquierda Unida y varios periodistas y medios de comunicación articularon una durísima oposición al gobierno socialista.
El 12 de junio de ese mismo año, el Partido Popular consiguió su primera victoria electoral a nivel nacional sobre el PSOE en las elecciones al Parlamento Europeo, en las que obtuvo el 40,2 % de los votos y 28 eurodiputados
El 19 de abril de 1995, siendo jefe de la oposición, Aznar fue víctima de un intento de asesinato por parte del grupo terrorista ETA. A las 08.05 horas, cuando viajaba en su vehículo para llegar a la sede de su partido, mientras se encontraba en la confluencia de las madrileñas calles de Arturo Soria y José Silva, estalló un coche bomba. Aznar salió ileso gracias al blindaje de su coche, aunque la explosión mató a una mujer de 73 años, Margarita González.

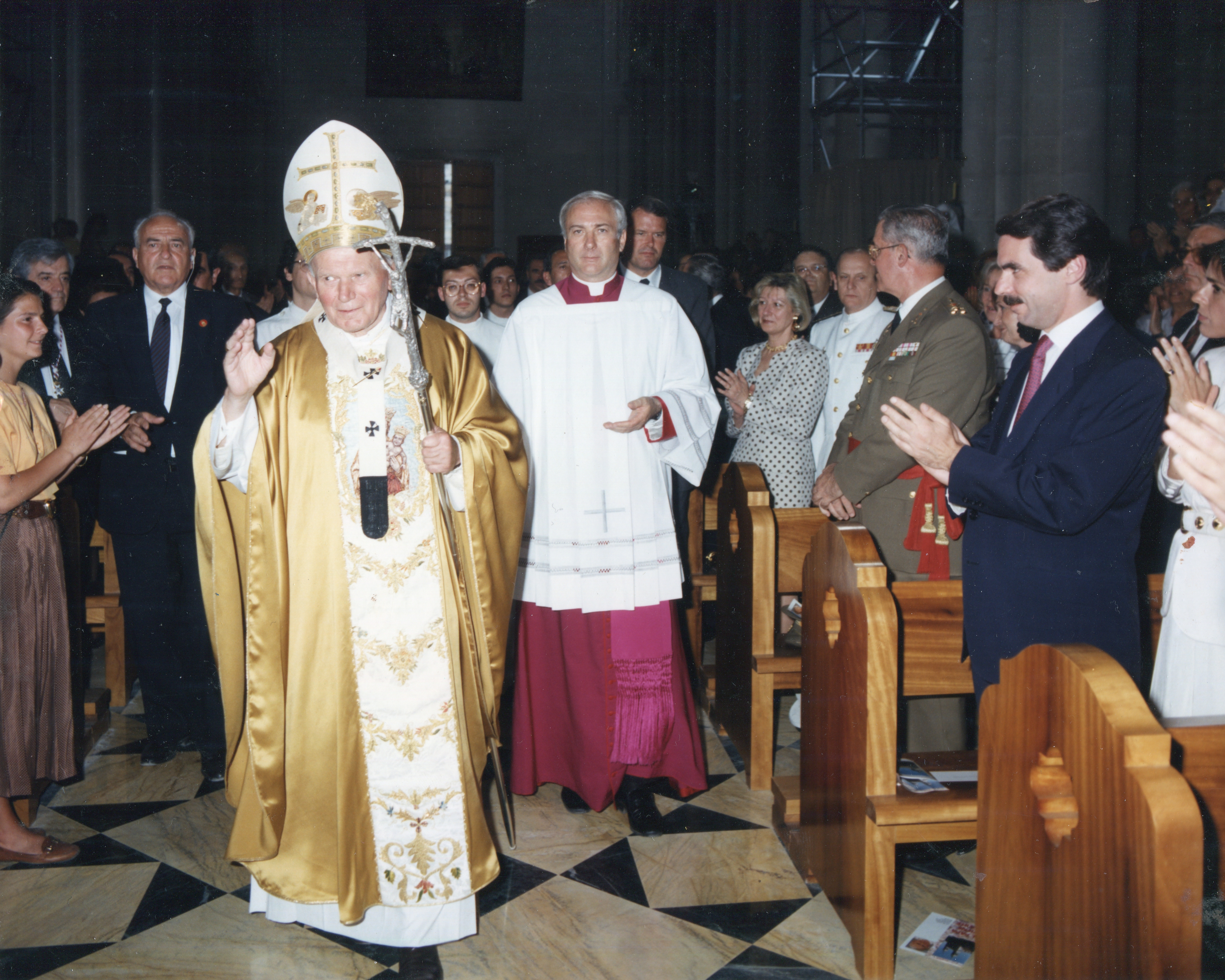
Aznar (primero a la derecha) durante la bendición de la catedral de la Almudena por el papa Juan Pablo II el 15 de junio de 1993.

El domingo 28 de mayo de ese mismo año tuvieron lugar elecciones autonómicas en 13 comunidades y municipales en todo el Estado. En estas se confirmó la tendencia ya apuntada en las europeas. El Partido Popular venció en diez Comunidades Autónomas, consiguiendo la mayoría absoluta en cinco (Islas Baleares, Castilla y León, Murcia, La Rioja y Comunidad de Madrid) y la mayoría simple en otras cinco; y fue la candidatura más votada en 42 de las 50 capitales de provincia, reteniendo Madrid y Valencia y logrando entre otras muchas, las alcaldías de Sevilla, Zaragoza, Málaga, Las Palmas, Murcia, Valladolid, Córdoba y Vigo. El voto urbano giró a favor del centro-derecha incluso en Andalucía y Extremadura, las dos únicas comunidades donde se mantuvo junto a Castilla-La Mancha la hegemonía autonómica socialista.
El domingo 19 de noviembre de 1995 se celebraron elecciones autonómicas en Cataluña, en las cuales CiU, la coalición encabezada por Jordi Pujol fue la más votada (41 % de los votos), pero perdió la mayoría absoluta. El Partido Popular, dirigido por Alejo Vidal-Quadras, logró un avance espectacular al triplicar casi su número de votos y pasar del 5,9 % al 13 %.

## Elecciones generales de 1996
En las elecciones generales anticipadas del 3 de marzo de 1996, el Partido Popular fue el partido más votado. Con todo, esa victoria no fue tan amplia como habían pronosticado las encuestas y el partido de José María Aznar vio frustrado su objetivo de obtener la mayoría absoluta; ni siquiera consiguió una «mayoría suficiente» que le permitiera gobernar sin tener que recurrir al apoyo de los partidos nacionalistas. Con una participación de más del 78 %, el PP consiguió el apoyo del 38,79 % del censo y 156 diputados sobre un total de 350, solo superó en unos trescientos mil votos al PSOE, que consiguió el 37,5 % de los votos y 141 diputados, sin que se produjera el anunciado derrumbe del electorado socialista. Al no alcanzar la mayoría absoluta, Aznar tuvo que entablar negociaciones con las principales formaciones nacionalistas de Cataluña (CiU), País Vasco (EAJ-PNV) y Canarias (CC).

## Presidente del Gobierno (1996-2004)

### VI Legislatura (1996-2000)
Aznar alcanzó el Pacto del Majestic con CiU mediante el cual recibirían su apoyo en el Congreso de los Diputados a cambio del apoyo del Partido Popular de Cataluña en el Parlament autonómico. El pacto incluía asimismo el traspaso de competencias y el final del servicio militar obligatorio. El porcentaje del IVA y el IRPF transferido a las comunidades autónomas pasó del 15 al 30 % del total recaudado. Además Aznar tuvo que prescindir de Alejo Vidal-Quadras como presidente del PP de Cataluña.

#### 1996
El 5 de mayo, José María Aznar tomó posesión ante los Reyes de España como el cuarto Presidente del Gobierno después de la Transición. Al día siguiente, juraron o prometieron su cargo los miembros del nuevo Gobierno, en el que había cuatro ministras. El día 7 de ese mes, el gobierno anunció un recorte de gasto de 180 000 millones de pesetas, la medida que más destacó fue la supresión de 90 directores generales. El 7 de junio, el ejecutivo anunció la liberalización y desregulación de la vivienda, el suelo, los colegios profesionales, los servicios funerarios, los combustibles y otras energías, así como la matriculación de vehículos.
En junio de 1996 se llevaron a cabo privatizaciones con la aplicación del «Programa de modernización del sector público empresarial», que en la práctica suponía una continuidad, más intensa y desatada, de la «Ley de régimen jurídico de enajenación de participaciones públicas», aprobada por el último gobierno de Felipe González en marzo de 1995. Entre las empresas públicas definitivamente privatizadas se encontraban Gas Natural, Red Eléctrica, Endesa, Repsol, Telefónica, Aldeasa, Aceralia, Tabacalera o Argentaria.
El 2 de agosto, el ejecutivo negó todos los papeles del CESID a los jueces apelando a la seguridad del Estado.
El 19 de septiembre, el gobierno congeló el sueldo de los funcionarios (cerca de dos millones), a excepción de los médicos. El día 28 de ese mismo mes, el gobierno aprobó los Presupuestos más austeros de los últimos veinte años. Con un gasto público que crecería en 1997 por debajo de la inflación prevista, el presupuesto redujo el gasto corriente y la inversión pública.
El 9 de octubre, Aznar firmó junto con los secretarios generales de UGT y de CC. OO. un acuerdo en el que quedó garantizado hasta el año 2000 el poder adquisitivo de las pensiones, comprometiéndose también el Gobierno a estrechar su vigilancia sobre la contratación laboral para mejorar los «contratos basura». Antes de que se acabara el mes de mayo de ese año, el ejecutivo de Aznar confirmó que la Seguridad Social se encontraba con un déficit de 1,5 billones de pesetas.
En esta etapa de mejora económica tuvo un papel crucial el entonces director de la Oficina Presupuestaria del Gobierno: José Barea que ocupó ese cargo desde 1996 hasta 1998.

#### 1997
El 1 de julio de 1997, la Guardia Civil liberó de un zulo en un taller industrial de Mondragón a José Antonio Ortega Lara. Ortega Lara había sufrido el secuestro más largo de la historia de ETA (532 días).
Diez días después, el 10 de julio, la banda terrorista ETA secuestró al concejal del PP de la localidad vizcaína de Ermua Miguel Ángel Blanco. El posterior comunicado de la organización terrorista fue un ultimátum: si en 48 horas el Gobierno de Aznar no decide el acercamiento de todos los presos etarras al País Vasco, Miguel Ángel sería asesinado. Esta amenaza suscitó una movilización popular sin precedentes en todo el territorio español, y en particular, en el País Vasco para reclamar la liberación del joven concejal. A las 4 de la tarde del sábado 12 de julio, se terminó el plazo del ultimátum y el ejecutivo no cedió al chantaje. ETA cumplió su amenaza al disparar mortalmente a Miguel Ángel Blanco. Dos días después, el 14 de julio, toda España salió a la calle para condenar su asesinato. En Madrid, acudieron cerca de 1 500 000 personas. Estas históricas manifestaciones de repulsa marcaron un antes y un después en la postura social ante el terrorismo (Espíritu de Ermua).

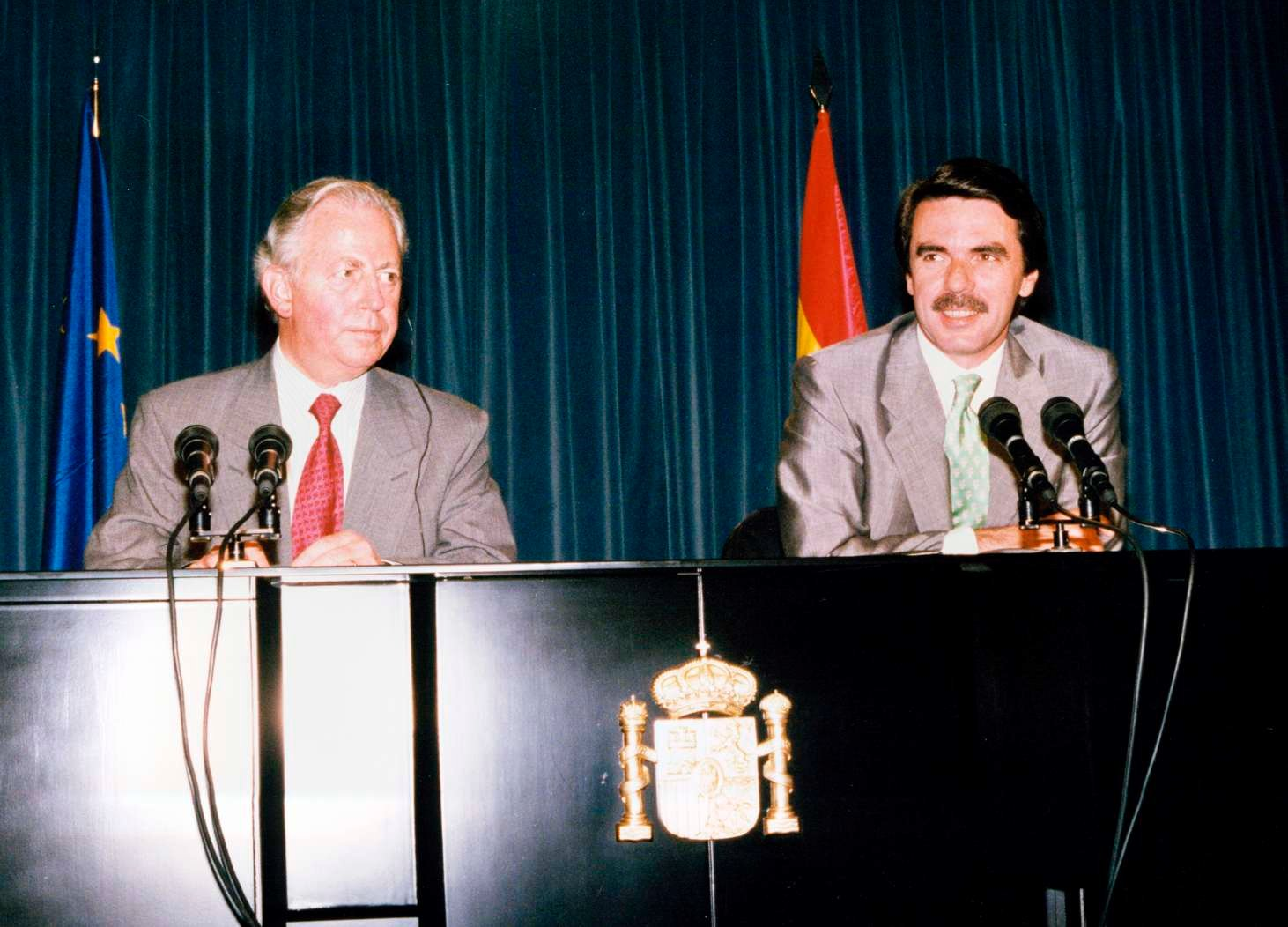
José María Aznar con el presidente de la Comisión Europea, Jacques Santer, en 1996.

Entre los años 1997 y 1998, el Estado ingresó 25 000 millones de euros (lo que equivalió a un 2,5 % del PIB) gracias a la privatización de las empresas: Telefónica, Repsol YPF, Endesa y Tabacalera. La economía española terminó el año 1997 cumpliendo los criterios de convergencia fijados en el tratado de Maastricht para acceder a la Unión Monetaria el 1 de enero de 1999, con una inflación en el entorno del 2 %, un déficit público por debajo de los límites de Maastricht y unos tipos de interés inferiores al 5 %. La economía española atravesaba desde ese año 1997 un tiempo de crecimiento, ensombrecido por el alto nivel de paro que azotaba al país y que afectaba a una de cada cinco personas en edad de trabajar. No obstante entre enero y septiembre de ese mismo año se crearon 317 200 puestos de trabajos netos y la tasa de desempleo se redujo hasta el 20,55 %. El año 1997 terminó con el índice de la Bolsa de Madrid al 632,6 —tras un crecimiento anual de más del 40%—.

#### 1998
El 2 de mayo, se reunieron jefes de Estado y de Gobierno en Bruselas para designar la lista de países aptos para el euro y para nombrar al presidente del Banco Central Europeo. Los países que formarían parte del euro serían 11, entre ellos España. El 16 de septiembre de ese mismo año, la organización terrorista ETA declaró por primera vez en su historia, un «alto el fuego total e indefinido». En ese año, antes de haber declarado la tregua, la banda terrorista había asesinado a 6 personas. El 3 de noviembre, Aznar declaraba que «el Gobierno y él personalmente ha autorizado contactos con el entorno del Movimiento Vasco de Liberación». Había comenzado los contactos entre ETA y el gobierno. Antes del contacto con la organización, el gobierno del Partido Popular acercó a 135 presos.
El gobierno tuvo como intermediarios al entonces obispo de Zamora, Juan María Uriarte, tres enviados por Aznar: el jefe de su gabinete, Javier Zarzalejos, el secretario de Estado para la Seguridad, Ricardo Martí Fluxá, y el sociólogo Pedro Arriola se reunieron el 19 de mayo de 1999 en Zúrich (Suiza) con el dirigente de ETA Mikel Albizu Iriarte, "Antza", y Belén González Peñalva, "Carmen". En la reunión, que tuvo una duración de más de dos horas y media, no se llegó a ningún acuerdo pues los enviados por el gobierno se negaron a aceptar la autodeterminación, tal y como reclamaba ETA, y a discutir con la banda cuestiones políticas. Aunque se acordó celebrar una nueva reunión, para la que no llegó a fijarse fecha, no hubo segundo encuentro. El día anterior, se anunció la firma de un pacto de legislatura en el cual el gobierno autonómico del PNV y Eusko Alkartasuna (EA) recibirían el apoyo parlamentario de la coalición abertzale Euskal Herritarrok (EH). Después de que las negociaciones cesaran, el PNV inició conversaciones con ETA por su cuenta y logró una tregua. El conocimiento de esta noticia provocó una ruptura del PP con el PNV que duró casi veinte años, hasta 2017. El PNV retiró el apoyo a Aznar en el Congreso (aunque pudo seguir legislando con el respaldo de CiU y CC) y convocó elecciones en Euskadi.
El 25 de octubre se celebraron elecciones al Parlamento del País Vasco, en las que una vez más se impuso el PNV por 21 escaños, los cuales perdieron un escaño respecto a la anterior cita electoral. Euskal Herritarrok (EH) se situaron como la tercera fuerza política del País Vasco con 14 escaños. El segundo partido más votado fue el Partido Popular con 16 escaños (obtuvo cinco escaños más).

#### 1999

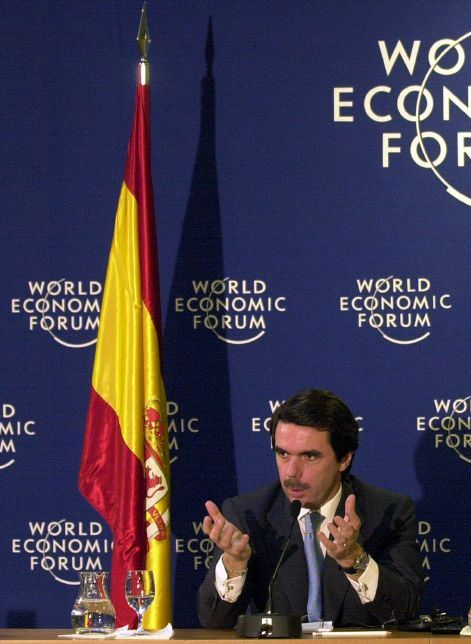
Aznar durante su rueda de prensa ante los medios de comunicación en el Foro Económico Mundial o de Davos de 2000.

El 1 de enero, entró en vigor el euro en bancos y sistemas financieros (aunque no existía físicamente) y se fijó el tipo de cambio irrevocable de la peseta en 166,386 pesetas/euro.
El día 18 de ese mes, Aznar realizó su primera remodelación de Gabinete, aunque sólo se redujo en el cese de Javier Arenas en la cartera de Trabajo y Asuntos Sociales (Arenas pasó a desempeñar el cargo de secretario general del PP) que fue relevado por Manuel Pimentel; además cesó en Educación y Cultura, Esperanza Aguirre quien fue sustituida por Mariano Rajoy, hasta ese momento ministro de Administraciones Públicas, puesto para que fue nombrado Ángel Acebes.
El 24 de marzo, la OTAN inició el bombardeo de Yugoslavia, ordenado por su secretario general, el español Javier Solana para frenar los planes de limpieza étnica de Milosevic contra la población civil de Kosovo. En el ataque aéreo participaron dos cazas F-18 y un Hercules KC-130 españoles. El día 30, el Congreso apoyó la intervención española en la operación de la OTAN, excepto Izquierda Unida.
El 29 de abril, Jesús Posada fue nombrado nuevo ministro de Agricultura en sustitución de Loyola de Palacio. El 19 de febrero de 2000, Pimentel dimitió al haberse desvelado que uno de sus subordinados en el ministerio, Juan Aycart, había cometido irregularidades al favorecer con contratos a una empresa de su mujer. Le sustituyó en el cargo el entonces secretario de Estado para la Seguridad Social, Juan Carlos Aparicio.
El domingo 13 de junio fue jornada electoral en España. En las elecciones al Parlamento Europeo, el PP se impuso por cuatro puntos de ventaja al PSOE, que no obstante, mostró síntomas de una evidente recuperación, no solo en estos comicios sino también en las municipales y autonómicas. En las elecciones municipales, celebradas en todo el Estado y autonómicas celebradas ese mismo día en todas las Comunidades menos en Andalucía, Cataluña, Galicia y País Vasco, el PP se mantuvo como el partido más votado en toda España, pero con el PSOE pisándole los talones; ganó en Castilla y León, Cantabria, Aragón, Navarra, Baleares, Comunidad de Madrid, Murcia, La Rioja y Comunidad Valenciana, mientras que los socialistas vencieron en Asturias, Castilla-La Mancha y Extremadura. No obstante, gracias a los pactos electorales no siempre el candidato con más escaños asumió la presidencia de la Comunidad. Estos fueron los casos de Aragón y Baleares (en las islas se rompieron dieciséis años de gobierno popular).
El 17 de octubre tuvieron lugar las elecciones autonómicas en Cataluña se alzó con el triunfo (por sexta vez consecutiva) el candidato de CiU, Jordi Pujol. Pujol superó en cinco escaños a su principal rival, Pasqual Maragall (PSC-PSOE), aunque no en votos, ya que el socialista obtuvo 6000 votos más. No obstante, Pujol consiguió en la investidura en la primera votación gracias a los votos afirmativos del PP y a la abstención de ERC, que en un principio había decidido votar en contra.
El 28 de noviembre, ETA rompió la tregua, terminándose así el período más largo en democracia sin asesinatos cometidos por los terroristas hasta entonces, cerca de 14 meses y 16 días. El 21 de diciembre, la Guardia Civil interceptó en la autovía A-2, en su tramo por Calatayud, una furgoneta de ETA con más de 1700 kilos de explosivos. Su intención, según algunos medios, era la voladura de la Torre Picasso.

#### 2000
El 12 de enero, se aprobó la Ley Orgánica reguladora de la responsabilidad penal de los menores por la cual los padres de los menores pasaban a ser responsables civiles de los daños causados por sus hijos. Además, posibilitaba la toma de medidas de internamiento.

### Elecciones generales de 2000
El Partido Popular ganó las elecciones generales del 12 de marzo del año 2000 por mayoría absoluta. Con cerca del 70 % de participación electoral, el PP obtuvo 10 321 178 votos, un respaldo del 44,2 % de los votantes, y 183 escaños. Por primera vez en democracia ocurría que el partido que presidía la nación no perdía, sino que sumaba escaños (su número de escaños aumentó en 27). También fue la primera vez desde el final de la dictadura de Franco en la que el centro-derecha superó al centro-izquierda en número de votos. El PP se consolidó en todas las comunidades autónomas, siendo el partido más votado en todas ellas, excepto en Andalucía (pese a ello, ganó en las provincias de Almería, Málaga, Córdoba y Cádiz), Cataluña (donde el PP sumó cuatro escaños más de los ocho que tenía gracias a los más de 70 000 votos que ganó) y el País Vasco. Aquí, el crecimiento fue espectacular: ganó más de 100 000 votos, subió 10 puntos porcentuales y conquistó dos nuevos escaños.
Dicha mayoría le permitió a Aznar gobernar en solitario, deshaciendo el pacto de gobierno que tenía con CiU, PNV y CC.

### VII Legislatura (2000-2004)

#### 2000
El 5 de abril, por primera vez en la Historia de España, dos mujeres fueron elegidas presidentas del Congreso y del Senado, dichos cargos recayeron en Luisa Fernanda Rudi y Esperanza Aguirre. El 26 de abril, Aznar fue investido presidente del Gobierno para la nueva VII Legislatura con 202 votos a favor (los de su partido, CiU y CC) y 148 en contra. Al día siguiente, tomó posesión de su cargo ante los Reyes de España y presentó a su nuevo Gobierno. El día 15 de septiembre, la policía francesa junto a la Guardia Civil detuvieron en Bidart (Bayona) a Ignacio Gracia Arregui, alias «Iñaki de Rentería», el número uno de ETA.
El 23 de junio, el Consejo de Ministros aprobó cinco decretos ley de liberalización económica, que afectaban a varios sectores que hasta entonces se encontraban sujetos al monopolio estatal y a los horarios comerciales.
El 22 de noviembre, en el pueblo de Carballedo (Lugo) se detectó el primer caso en España de las «vacas locas».
El 12 de diciembre, Aznar y el secretario general del PSOE, José Luis Rodríguez Zapatero firmaron el Acuerdo por las Libertades y contra el Terrorismo o Pacto Antiterrorista. A lo largo del año 2000, ETA había recrudecido su actividad terrorista tras haber roto la tregua de 19 meses a finales del año anterior, asesinando a un total de 23 personas. El 21 de enero, un coche bomba acabó con la vida del teniente coronel Pedro Antonio Blanco en Madrid. El 30 de octubre, en el atentado más mortífero de ETA del siglo XXI, explosionó un coche bomba en Madrid, acabando con la vida del general de la Armada José Francisco Querol, su chófer, Armando Medina y su escolta Jesús Escudero: la onda expansiva además causó numerosos heridos y uno de ellos, el conductor de un autobús, Jesús Sánchez, fallecería el 8 de noviembre a causa de las heridas. El 21 de noviembre de 2000, ETA cometió un asesinato que conmocionó a la sociedad española y muy especialmente a la catalana, al acabar con la vida del exministro socialista Ernest Lluch en Barcelona. La repulsa de la ciudadanía y de los partidos fue clamorosa, y en la Ciudad Condal un millón de personas se manifestaron contra el terror etarra. Al final de la manifestación, la periodista Gemma Nierga afirmó: «Estoy convencida de que Ernest, hasta con la persona que lo mató, habría intentado dialogar», afirmación con la que se dejaba patente que algunos sectores político y sociales reclamaban al ejecutivo de Aznar que reabriera el diálogo con el sector nacionalista del PNV, con el que se había roto toda relación. El día 24 de noviembre, Aznar hizo unas duras declaraciones en las cuales rechazó reunirse con Ibarretxe, hasta que su Gobierno y su partido (el PNV) no recuperasen la «conducta democrática» exigiendo una condena explícita del terrorismo etarra, la liquidación del pacto de Estella y la convocatoria de elecciones autonómicas.

#### 2001

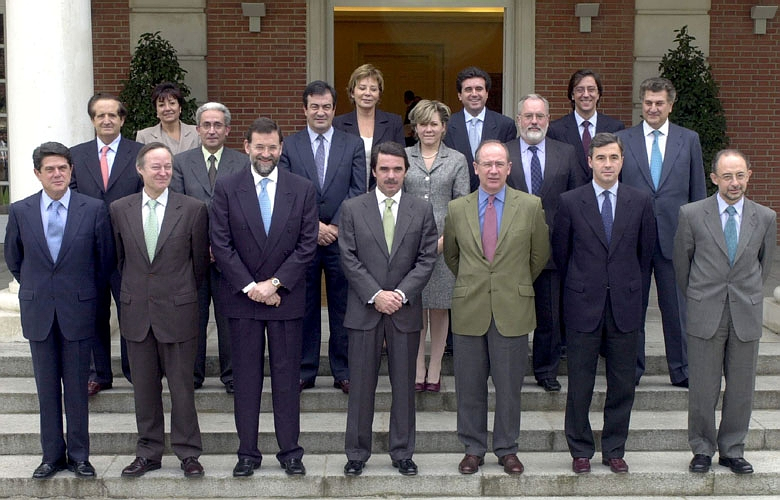
Segundo equipo de gobierno de la segunda presidencia de José María Aznar (2001).

El 22 de febrero, la policía francesa detuvo en Anglet al etarra Francisco Javier Gaztelu —«Txapote»—, el principal líder del aparato militar de la banda terrorista.Cinco días después, Jaime Mayor Oreja fue elegido candidato por el PP a lehendakari, Mariano Rajoy le sustituiría en la cartera de Interior y Juan José Lucas ocupó el Ministerio de la Presidencia.
El 9 de marzo, el gobierno aprobó por decreto el final del servicio militar obligatorio para todos los varones españoles que alcanzaban la mayoría de edad a partir del 31 de diciembre de ese mismo año.
El 13 de mayo, se celebraron elecciones anticipadas en el País Vasco, en la que resultó vencedora la coalición integrada por el PNV y Eusko Alkartasuna, que obtuvo 33 escaños (uno más que los obtenidos por la suma del PP y el PSE-EE). Aunque sin mayoría absoluta, Juan José Ibarretxe renovó su cargo como Lendakari. Cabe resaltar la pérdida de la mitad de escaños de Euskal Herritarrok que pasó de 16 a 8 representantes en el Parlamento Vasco. Durante las elecciones, ETA intentó alcanzar el avión del Presidente con misiles SAM-7 de fabricación rusa en tres ocasiones.

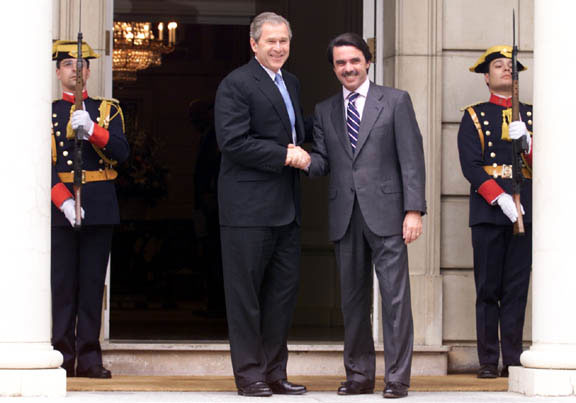
El presidente de los Estados Unidos, George W. Bush y Aznar en las escalinatas del Palacio de la Moncloa (Madrid). 12 de junio de 2001.

El 12 de junio, el recién elegido presidente de los Estados Unidos, George W. Bush visitó España. Se trataba del primer país europeo que visitaba en su primera gira por la Unión Europea. En el primer encuentro entre ambos presidentes, se saldó con una muestra pública de Aznar de apoyo al proyecto estadounidense del escudo antimisiles y el sello de unión de la lucha contra el terrorismo de ETA por parte del presidente estadounidense.
El día 29 de ese mes, por primera vez, un civil, Jorge Dezcallar, dirigiría el Centro Superior de Información de la Defensa (CESID) que durante su etapa de director cambiaría su nombre por el de Centro Nacional de Inteligencia (CNI).
En pleno verano, estallaba el llamado «caso Gescartera», un grave escándalo político-financiero que acarreó la dimisión de un secretario de Estado de Hacienda: Enrique Giménez-Reyna —hermano de la presidenta de la Agencia de Valores que da nombre al caso— y un mes después, la renuncia de la presidenta de la Comisión Nacional del Mercado de Valores; en el peor escándalo de corrupción durante la etapa gubernamental de Aznar, una especie de agujero negro en que habría alrededor de 18 000 millones de pesetas, se mezclaban confusas tramas de tráfico de influencias e información privilegiada en las altas esferas del poder, inversiones de varias diócesis y otras instituciones católicas, movimientos de dinero negro, transacciones en paraísos fiscales...
El 21 de octubre, se celebraron las elecciones autonómicas en Galicia, en ellas volvió a vencer el PP por mayoría absoluta y Manuel Fraga (79 años) sería presidente de la Junta de Galicia en un cuarto mandato.
El 1 de diciembre, se celebró en Madrid la Marcha contra la Ley Orgánica de Universidades, convocada por UGT, CC. OO. y organizaciones estudiantiles (secundada por 350 000 personas según los organizadores y 50 000 según la Delegación de Gobierno en Madrid) en donde pidieron la retirada del texto y la apertura de un proceso de negociación.

#### 2002

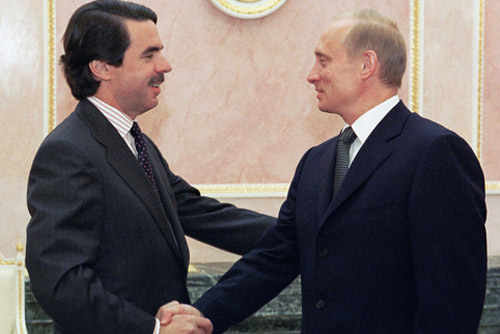
Aznar en un apretón de manos con el presidente de Rusia, Vladímir Putin, durante una cumbre UE-Rusia en Moscú (mayo de 2002).

El 1 de enero del año 2002, se pusieron en circulación tanto en España como en otros 11 países de la Unión Europea, las monedas y los billetes de euro. Esto supuso el final, tras 134 años, de la peseta en la vida española. El 30 de diciembre, el entonces secretario de Estado de Economía, Luis de Guindos, reconoció que el redondeo por la llegada del euro había subido los precios en España, concretamente en los productos básicos una media del 8 %. En 2011, se publicó que en diez años después, la inflación general (los precios) ha subido de diciembre de 2001 a noviembre de 2011 un 31,6 %, según los cálculos del Instituto Nacional de Estadística, aunque cambió de metodología en 2002.
Ese mismo día y durante el primer semestre de ese año, España presidía por tercera vez el Consejo de la Unión Europea. Durante esos meses, la política internacional española cambia y se sitúa definitivamente al lado de los Estados Unidos.
En enero de 2002, llegó el primer contingente militar español en misión de paz a Afganistán bajo los auspicios de las Naciones Unidas. Unos tres meses antes, el 7 de octubre de 2001, se inició una operación militar estadounidense-británica en Afganistán denominada «Operación Libertad Duradera», después de que la Administración Bush acusara al régimen talibán (y estos se negaran a entregarlo) de ocultar al líder de Al-Qaeda, Osama bin Laden, autor de los atentados del 11 de septiembre de ese mismo año, en las ciudades de Nueva York y Washington D. C. y en donde murieron cerca de 3000 personas. Estos primeros efectivos de España en Afganistán no actuarían de forma autónoma, sino que participarían en las misiones de la Fuerza Internacional de Asistencia para la Seguridad, al mando del Reino Unido.
El 24 de mayo, tres días después de la ruptura del diálogo social entre los sindicatos, el Gobierno aprobó el Real Decreto Ley para la Reforma del Sistema de Protección por Desempleo y Mejora de la Ocupabilidad. El nuevo decreto, bautizado por los sindicatos mayoritarios (UGT y CC. OO.) como «decretazo», disponía, entre otros asuntos, la supresión de los salarios de tramitación y el recorte de las prestaciones por desempleo. Debido a ello, al día siguiente, los sindicatos anunciaron una huelga general (la primera que sufría Aznar desde su llegada al poder en 1996) el 20 de junio.

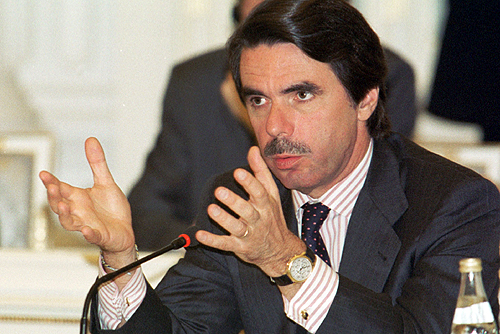
Aznar durante el transcurso de la Cumbre entre Rusia y la Unión Europea. 29 de mayo de 2002.

El 9 de julio, Aznar llevó a cabo la más amplia remodelación de un Ejecutivo desde que llegó al poder en 1996, salieron seis ministros (Juan José Lucas, Anna Birulés, Celia Villalobos, Juan Carlos Aparicio, Jesús Posada y Pío Cabanillas), entraron cinco nuevos: Ana de Palacio, ministra de Asuntos Exteriores; Josep Piqué, de Ciencia y Tecnología; Eduardo Zaplana (que al asumir esa Cartera tuvo que dejar la presidencia de la Comunidad Valenciana), de Trabajo; Javier Arenas, de Administraciones Públicas; Ana Pastor, de Sanidad y Consumo; y José María Michavila, de Justicia y otros dos cambiaron de cartera: Ángel Acebes, asumió Interior y Mariano Rajoy, cuya figura se reforzó ya que pasaba a ocupar la vicepresidencia primera, ministro Portavoz y de la Presidencia.
El 11 de julio, una docena de gendarmes marroquíes desembarcaban en Perejil, un islote deshabitado, situado al oeste de Ceuta. Ésta estaba considerada parte del territorio español. Los militares, después de ocupar Perejil, clavaron en su superficie banderas de Marruecos. Al día siguiente, España reforzó sus posiciones en el Norte de África. Rabat anunció que no retirará a los soldados de la isla. La Comisión Europea reclamó a Marruecos «una solución rápida». El día 13, España exhibió ante Marruecos tres buques de guerra en Ceuta y Melilla. El primer ministro marroquí, Abderramán Yusufi se comprometió ante el presidente de la Comisión Europea, Romano Prodi, «a trabajar en una solución muy rápida». La Unión Europea exigió a Marruecos su retirada. El ministro de Exteriores marroquí aseguró que «se podía llegar a encontrar una fórmula para colaborar juntos con España sobre los problemas pendientes incluido el de Perejil». El día 15, Marruecos anunció oficialmente que no abandonaría Perejil. España rechazó todos los argumentos expuestos por Rabat. Aznar eludió hablar de Perejil en el Debate sobre el estado de la Nación. Al día siguiente, Aznar retiró de forma «indefinida e inmediata» al embajador español en Marruecos. El día 17, dio comienzo la operación Romeo Sierra en donde el ejército español desalojó a los soldados marroquíes del islote e izó la bandera española. El secretario de Estado de los Estados Unidos, Colin Powell tuvo que mediar entre los dos países. La Administración Bush le llegó a decir a la ministra, Ana Palacio: «¿Te das cuenta de que tienes al secretario de Estado de EEUU pendiente desde hace 24 horas de un peñasco que nos ha costado encontrar en los mapas?». La intervención norteamericana permitió un final pactado al conflicto: las tropas españolas abandonaron Perejil (día 20), sobre el que se estableció el statu quo anterior a la invasión marroquí.
El día 29 de junio, entró en vigor la Ley Orgánica de Partidos Políticos, que permitió la ilegalización de formaciones «que amparen y apoyen políticamente el terrorismo».
El 4 de agosto, la explosión de un coche bomba de ETA en el cuartel de la Guardia Civil en Santa Pola asesinó a dos personas (una niña de 6 años y un hombre de 57) además, provocó 34 heridos. Los dirigentes de Batasuna rehusaron condenar este atentado terrorista, con lo que incumplieron uno de los preceptos de la nueva ley. Ante ello, el gobierno promovió una sesión parlamentaria con el objetivo de elevar al Tribunal Supremo una petición para que procediera a la ilegalización de Batasuna. La moción fue aprobada con los votos afirmativos del PP y el PSOE y la férrea oposición del PNV. El 26 de agosto, el juez de la Audiencia Nacional, Baltasar Garzón, ordenó la suspensión cautelar de todas las actividades de Batasuna debido a su relación orgánica con ETA.
El 5 de septiembre, se produjo en El Escorial la boda de la hija de Aznar, Ana, con Alejandro Agag. Acudieron a la ceremonia más de 1100 invitados, entre ellos los Reyes de España, tres jefes de Gobierno y un jefe de Estado y todos los ministros y exministros de los ejecutivos de Aznar.

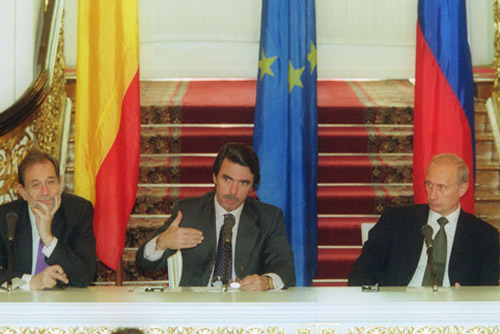
El entonces Alto Representante del Consejo para la Política Exterior y de Seguridad Común de la UE, Javier Solana, junto a Aznar y Putin en el transcurso de una rueda de prensa en Moscú (mayo de 2002).

El gabinete de José María Aznar hubo de enfrentarse al más duro de los escollos en su etapa gubernamental hasta en ese momento; la mayor catástrofe ecológica de la Historia de España. El 19 de noviembre, el petrolero Prestige se hundió a unos cien kilómetros de Galicia, con más de 77 000 toneladas de combustible a bordo. Esto provocó una marea negra que afectó al litoral cantábrico y a las costas de Portugal y Francia, teniendo especial incidencia en Galicia. El derrame de petróleo del Prestige fue el tercer accidente más caro de la humanidad, solo por detrás de la desintegración del Columbia (2003) y el accidente nuclear de Chernobyl (1986). La limpieza y sellado costó 12 000 millones de dólares. El vertido de fuel afectó asimismo a los fondos marinos, a la fauna y flora ribereñas y, subsidiariamente a la mayor parte de pescadores y habitantes en general de las regiones afectadas, lo que a su vez conllevó cuantiosas pérdidas económicas.
A raíz de este desastre se produjeron multitudinarias manifestaciones en Galicia, muchas de ellas encabezadas por la plataforma Nunca Máis, en las que se responsabilizaba al Gobierno de distorsionar y ocultar información, así como de una mala gestión del suceso. El Colegio de Periodistas de Galicia llegó a denunciar el «intolerable apagón informativo» y lamentó que sus periodistas tuvieran que acudir a fuentes extranjeras para poder hacer su trabajo. A esta carencia de información se suma la censura que llegó hasta tal punto que se impidió obtener imágenes de la zona del hundimiento del Prestige prohibiendo sobrevolar esa área.[cita requerida] Por su parte, científicos, técnicos y trabajadores del Instituto de Investigaciones Marinas de Vigo, perteneciente al Centro Superior de Investigaciones Científicas (CSIC), en un comunicado aprobado por el claustro, criticaban el “menosprecio” y "silencio" al que los científicos se vieron sometidos.[cita requerida] Los partidos de la oposición, especialmente el PSOE y el BNG, criticaron la actitud del entonces presidente de la Junta de Galicia, Manuel Fraga, por tardar 8 días en aparecer en público tras el desastre. Aznar tardaría 31 días en ir a Galicia desde que se produjera la catástrofe. Nunca llegó a visitar las costas afectadas, ni compareció en el Congreso, en su lugar lo hizo el entonces vicepresidente Mariano Rajoy. Este dijo que «no es en ningún caso una marea negra, se trata sólo de manchas muy localizadas»[cita requerida] y «unos pequeños hilillos que se han visto, cuatro regueros que se han solidificado con aspecto de plastilina en estiramiento vertical». El entonces Diputado regional por Madrid del PSOE, Antonio Miguel Carmona, tuvo que dimitir de su cargo al ser grabado bromeando sobre el desastre: «porque estamos sobrados de votos, y si hace falta hundimos otro Prestige».
Entre los índices macroeconómicos correspondientes a los dos primeros años de legislatura (2000-2002) destaca la tasa de crecimiento económico, que se mantenía en más de un 3 % en términos reales de la economía española, el déficit público se redujo hasta el 0,3 % aunque la inflación se disparó en este año hasta el 4 %, la tasa más alta desde 1996, no obstante lo más destacable de todo es que la tasa de paro bajó hasta el 13,6 %, ya que la creación de empleo aumentó en 600 000 empleos nuevos.

#### 2003

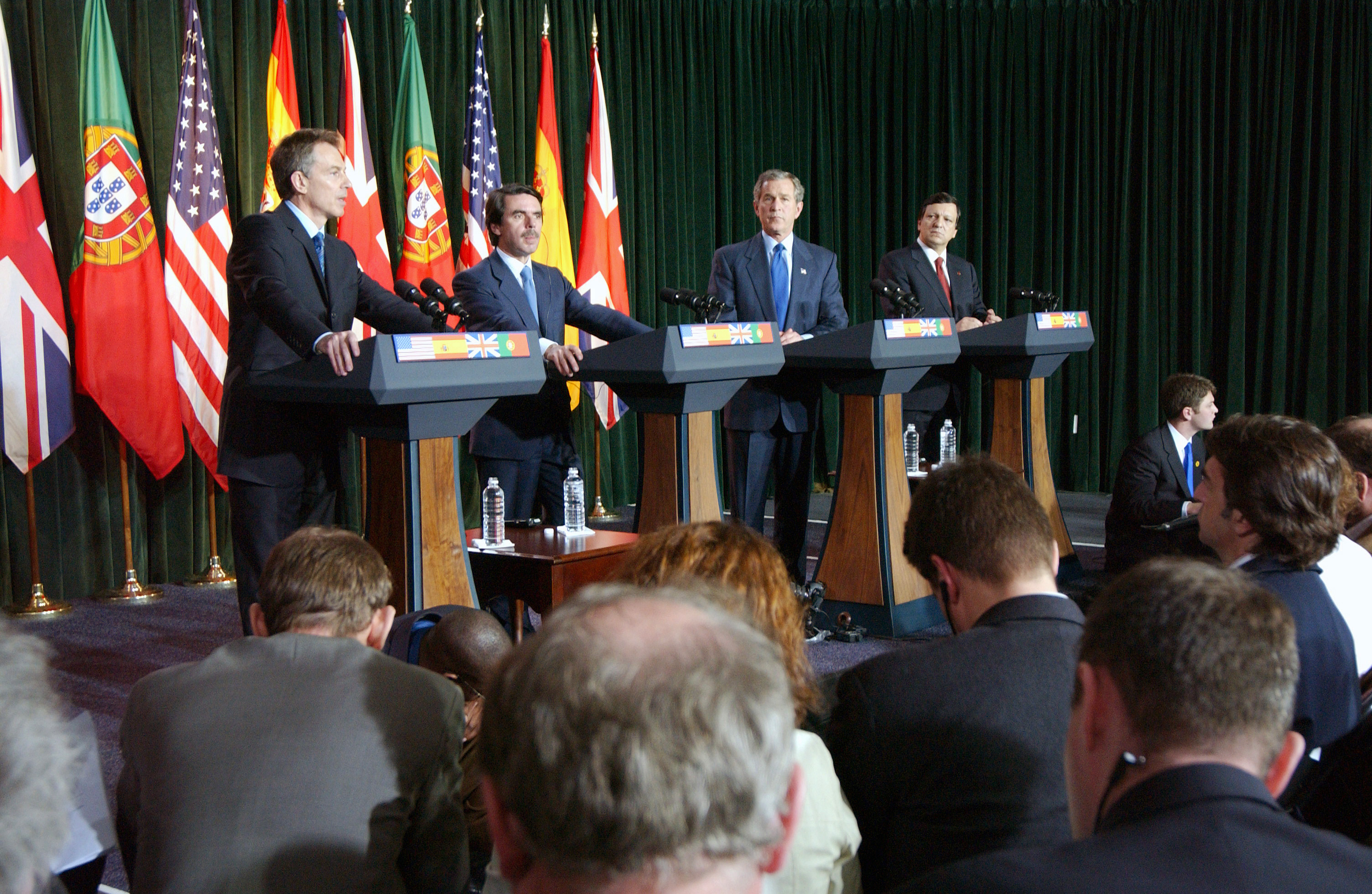
Tony Blair, José María Aznar, George W. Bush y Durão Barroso durante la rueda de prensa tras la Cumbre de las Azores el 17 de marzo de 2003.

La guerra como amenaza es lo que domina el ambiente político en toda la parte del mundo a inicios del año 2003. Desde septiembre de 2002, se temía un ataque contra Irak, después de que la coalición aliada derrocara al régimen talibán en Afganistán, aunque esta no pudo ni atrapar y ni asesinar a Osama bin Laden (su asesinato ocurriría en mayo de 2011), Bush puso como siguiente objetivo el régimen iraquí de Sadam Huseín, acusándolo de apoyar y fomentar el terrorismo de Al Qaeda y de poseer armas de destrucción masiva, y por ello, significar una amenaza a la paz mundial.
El 15 de febrero, se celebró la mayor manifestación mundial de la Historia, para mostrar un rechazo hacia la ya inminente guerra contra Irak. En España, salieron en torno a tres millones de personas en todas las ciudades del país, pero es en Madrid y Barcelona donde se desbordaron todas las expectativas más optimistas de los convocantes, al haber largamente más de 2 millones de personas. El lema de éstas fue: «¡No a la guerra!». Fue una oleada de contestación social contra un Gobierno inédita en la historia de la democracia española. En los días 27 y 28 de ese mismo mes, Aznar se reunió con el primer ministro del Reino Unido, Tony Blair en Madrid y pactaron poner en marcha una estrategia de comunicación para intentar demostrar que «estaban haciendo todo lo posible para evitar la guerra».
Siete días después, el 22 de febrero, se celebró una reunión entre Bush y Aznar en el rancho de la localidad texana de Crawford. En ésta se supo cuatro años después que el presidente estadounidense le dijo a su homólogo español: «Quedan dos semanas. En dos semanas estaremos militarmente listos. Estaremos en Bagdad a finales de marzo».
El 16 de marzo, se celebró una cumbre en el archipiélago portugués de las Azores con Bush, Aznar, Tony Blair y el primer ministro de Portugal, Durão Barroso, anfitrión de ésta. Dos años después, en 2005, se supo que Aznar propuso como lugar de reunión las Azores, en lugar de la que en un primer momento había propuesto el presidente Bush en las islas Bermudas. Doce años después, en 2017, Aznar afirmó que «nunca había tenido mejor foto que la de [la cumbre de] las Azores». En dicha cumbre se pidió a los miembros del Consejo de Seguridad de la ONU, que aprobasen una resolución que incluyese la advertencia a Irak de una intervención militar, y al régimen de Sadam Huseín se le pidió que se desarmara. Al día siguiente, Bush le dio a Sadam Huseín un ultimátum de 48 horas para que abandonara el poder; de no ser así, se iniciaría una acción militar.

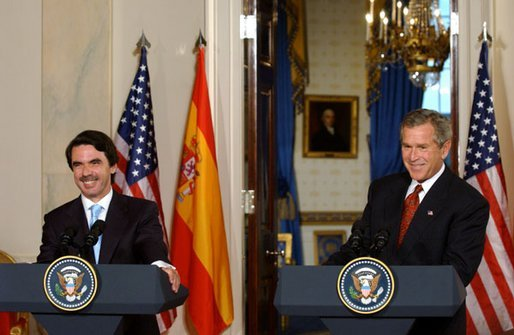
Aznar y Bush en el transcurso de una rueda de prensa en el Cross Hall en la Casa Blanca en mayo de 2003.

Dos días después, el 20 de marzo, a las 03:35 horas de la madrugada, hora española, una coalición estadounidense-británica iniciaba un bombardeo sobre Bagdad (la capital iraquí) y con ello dio comienzo a la guerra de Irak. Por la mañana de ese mismo día, Aznar compareció desde el Palacio de la Moncloa ante la nación y los medios de comunicación. Por la tarde, en prácticamente todos los lugares de España y del mundo, se produjeron manifestaciones contra el estallido de la guerra. En Madrid, acabada la concentración antibelicista en la Puerta del Sol, la policía tuvo que intervenir contra un grupo de manifestantes que pretendían llegar a la sede del Partido Popular.
Desde la llegada de las tropas españolas a Irak, 11 españoles han fallecido en aquel país en ese año. Todos eran militares, aunque uno de ellos ejercía funciones civiles: el comandante de la Guardia Civil Gonzalo Pérez García que murió asesinado en el sur de Irak en febrero de 2004. En agosto, en el atentado contra la ONU en Bagdad, falleció el capitán de navío Manuel Martín-Oar, ayudante del embajador en misión especial, Miguel Benzo. En septiembre, murió asesinado el viceagregado de información de la Embajada española en Irak, el sargento primero José Antonio Bernal Gómez. En octubre, murió el sargento español Luis Puga Gandar por un disparo accidental de un compañero. El 29 de noviembre, fueron asesinados siete agentes del Centro Nacional de Inteligencia (CNI) en una emboscada en el sur de ese país. Aquel mes resultaron heridos cinco soldados españoles en un ataque con artefacto explosivo cuando regresaban a Base España en Diwaniya.
Durante la intervención bélica murieron dos periodistas españoles. El 7 de abril, fallecía el corresponsal del diario El Mundo, Julio Anguita Parrado en un ataque contra una compañía estadounidense con la que se desplazaba en territorio iraquí. Únicamente transcurridas unas horas después, moría un cámara de Telecinco, José Couso, debido a que fue alcanzado por un misil disparado por un tanque estadounidense contra el Hotel Palestina donde se alojaba la prensa internacional.
El apoyo de Aznar a Bush fue rechazado por la mayoría. Los sondeos de opinión hablaron de un 91 % de rechazo al conflicto bélico de Irak. A pesar de esto y de tener a todos los demás partidos políticos en su contra, el gobierno de Aznar apoyó a los Estados Unidos y ordenó el envío de tropas a Irak, con fines humanitarios, pudiéndose realizar debido a la mayoría absoluta de la que gozaba el Partido Popular en el Parlamento. El 13 de abril de 2006, el ejecutivo socialista de Rodríguez Zapatero desveló que el coste económico final de la intervención española en la postguerra iraquí para España fue de 259,55 millones de euros.
El 25 de mayo, se celebraron las elecciones municipales en todo el Estado y regionales en 13 comunidades autónomas. El Partido Popular vence en las municipales porque logra mayor número de concejales y más alcaldías. Pero en número de votos el PSOE supera al PP por apenas 120 000 en toda España. A pesar de ello, todos dan por vencedor al Partido Popular, que lo es realmente en términos e poder, y casi toda la sociedad y analistas interpretaron que los españoles no castigaron a Aznar en las urnas por su apoyo a la guerra de Irak. El PP mantuvo las alcaldías de las capitales de provincia en las que ya gobernaba y mantuvieron su hegemonía en Madrid y Valencia, a excepción de Zaragoza, en donde el socialista Juan Alberto Belloch sería el nuevo alcalde. En cuanto a los resultados autonómicos, el PP tuvo mayoría absoluta en los Parlamentos autonómicos de Castilla y León, La Rioja, Navarra, Valencia y Murcia (además de Ceuta y Melilla), y fue la lista más votada en Madrid y Cantabria; por su parte el PSOE alcanzó la mayoría absoluta en Extremadura y Castilla La-Mancha, y fue la candidatura más votada en Aragón y Asturias.
Una alianza entre el PSOE e Izquierda Unida (IU) garantizaba el gobierno de izquierdas en la Comunidad de Madrid. Sin embargo, la defección de dos diputados socialistas; Eduardo Tamayo y María Teresa Sáez —que faltaron de manera intencionada a la elección de la mesa parlamentaria— es lo que se denominó "el Tamayazo" una oscura trama que sin duda benefició al PP y dejó la presidencia de la Cámara en poder del PP y en concreto de Esperanza Aguirre,e impidió la investidura del candidato socialista, Rafael Simancas.

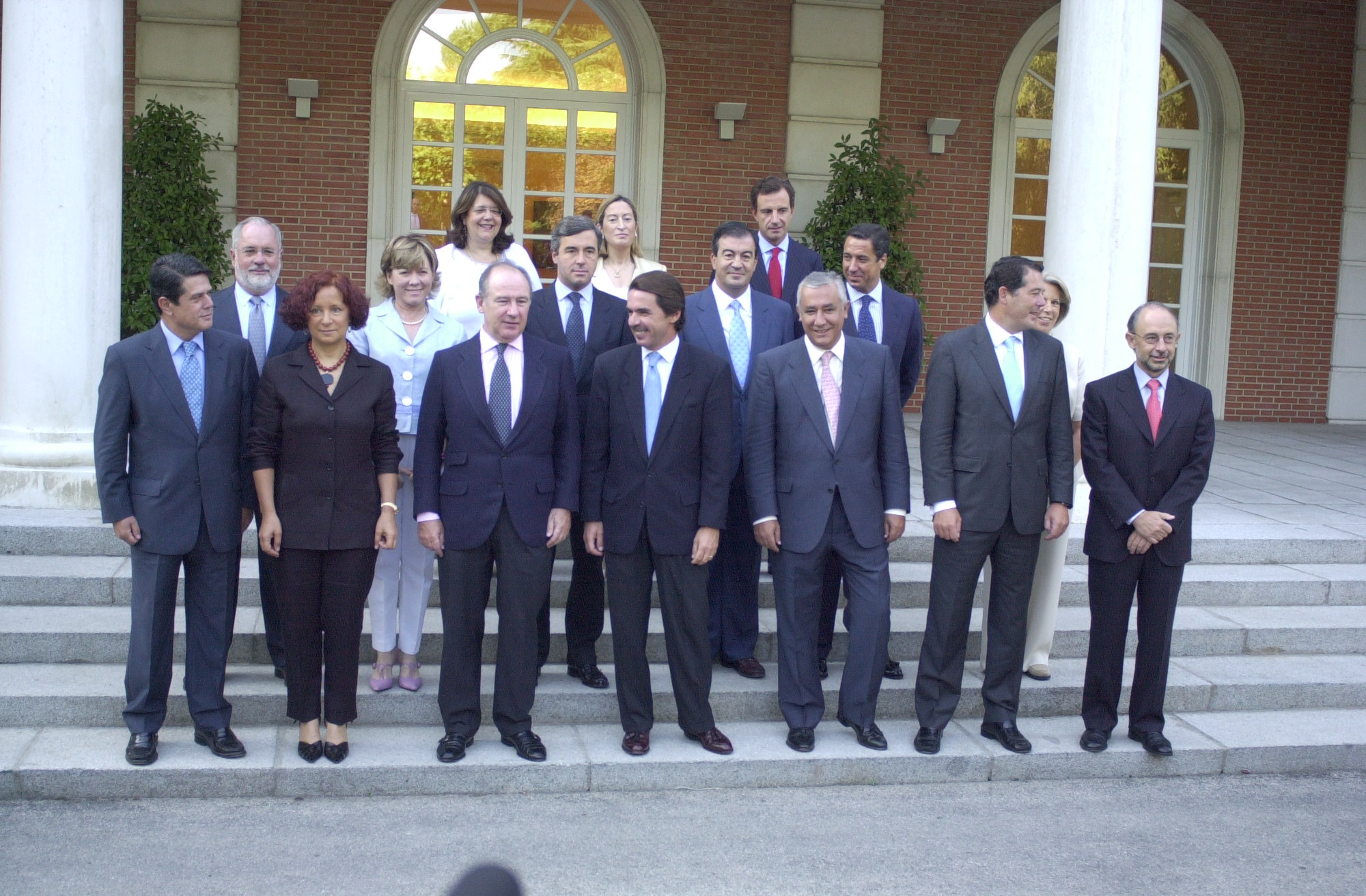
Último equipo de gobierno de José María Aznar (5 de septiembre de 2003).

El 31 de agosto, Aznar propuso a Mariano Rajoy para sucederlo como candidato del Partido Popular a la presidencia del Gobierno, y la Dirección Nacional del PP aprobó la candidatura. En noviembre de 2012, Aznar reveló que este había ofrecido su secesión a Rodrigo Rato, pero Rato la rechazó hasta en dos ocasiones. El expresidente cumplía así su palabra de no estar más de ocho años en el Gobierno y además se convertía así en el primer gobernante español en ejercicio que renunciaba voluntariamente a seguir en el poder a pesar de las presiones de dentro de su partido para que continuara.
El día 3 de septiembre, Aznar remodeló por última vez su gabinete, Eduardo Zaplana asumió la portavocía y siguió con la cartera de Trabajo; Javier Arenas pasó a Presidencia y fue elegido vicepresidente segundo y Rodrigo Rato fue nombrado vicepresidente primero. Además, el gobierno contaría con dos miembros nuevos: Juan Costa (Ciencia y Tecnología) y Julia García-Valdecasas (Administraciones Públicas).
En las nuevas elecciones que se tuvieron que repetir en la Comunidad de Madrid el 26 de octubre, el PP consiguió la mayoría absoluta y Esperanza Aguirre se convertía en la presidenta de la Comunidad de Madrid.

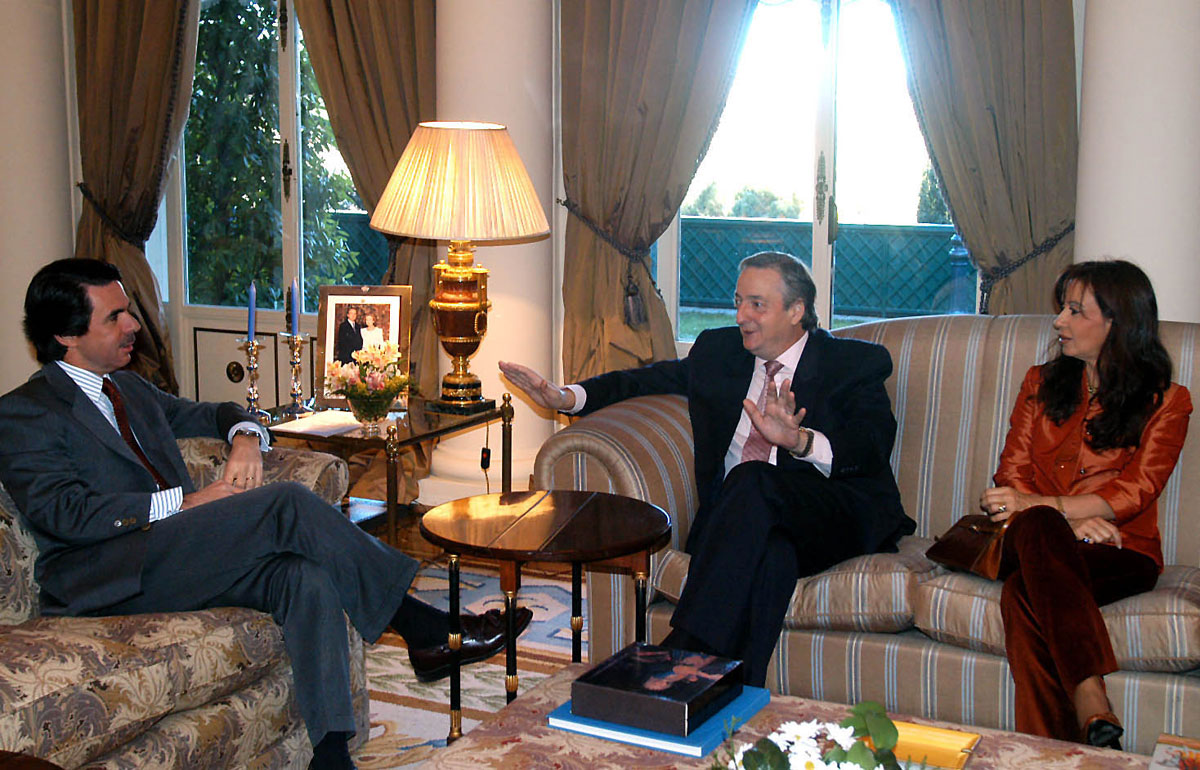
Aznar junto al presidente de Argentina, Néstor Kirchner y su esposa, Cristina Fernández, quien en 2007 le sucedería en la presidencia. Foto tomada en el Palacio de la Moncloa (enero de 2004).

El 16 de noviembre hubo una nueva cita en las urnas, en Cataluña se celebraron elecciones autonómicas. Esta convocatoria electoral marcaba el final de la «era Pujol», por primera vez en 23 años, Jordi Pujol no volvería a presentarse como candidato a la presidencia de la Generalidad. No obstante, volvió a vencer CiU con Artur Mas de candidato con una ventaja de cuatro puntos sobre el PSC (46 escaños a 42). A pesar de esa victoria, el PSC junto a la ERC (que había logrado un gran aumento de escaños, pasó de 12 a 23) y a ICV firmaron el 14 de diciembre el Pacto de Tinell, y estas tres fuerzas políticas formaron el Gobierno tripartito con Pasqual Maragall como presidente de la Generalidad.
El 28 de noviembre de 2003, el gobierno aprobó dos nuevos artículos del Código Penal, el 506 bis y el 576 bis, que penalizaban la convocatoria de referéndums ilegales y la financiación de partidos disueltos respectivamente y aprobó la creación de la Oficina de Víctimas del Terrorismo en la Audiencia Nacional.
El 9 de diciembre, la policía francesa desarticuló en Pau a la cúpula militar de ETA y detuvo a su jefe de comandos, Gorka Palacios. La banda terrorista seguía activa y con sus mismas intenciones asesinas, pero su capacidad de matar había quedado muy mermada. En el año anterior, 2002 fueron detenidos 191 terroristas y colaboradores de ETA. Además para finalizar, en ese mismo año la actividad terrorista había descendido un 44 % respecto a 2001 y un 52,8 % respecto al año 2000, y las acciones violentas de la «kale borroka» se redujeron un 52 % respecto a 2001. En 2003 hubo que lamentar el asesinato de tres personas: Joseba Pagazaurtundúa y los Guardias Civiles; Bonifacio Martín Hernández y Julián Embid Luna.

#### 2004
El jueves 11 de marzo de 2004, tres días antes de que se celebraran las elecciones generales, se produjo en Madrid el mayor ataque terrorista de la historia de España y uno de los más trágicos en Europa (el peor producido en el Viejo Continente en tiempos de paz). A partir de las 7:38 horas de la mañana hicieron explosión diez mochilas cargadas de bombas en cuatro lugares diferentes. Las tres primeras explosiones ocurrieron en un tren de Cercanías de Madrid que acababa de hacer su entrada en la Estación de Atocha. A continuación hicieron explosión cuatro bombas en otro tren, frente a la calle Téllez, a 800 metros de Atocha, y finalmente dos en la estación del Pozo del Tío Raimundo y una más en la de Santa Eugenia. Estos atentados yihadistas causaron la muerte de 191 personas y provocaron más de 1500 heridos. El caos y el pánico se apoderaron de la capital española. Todos los partidos políticos cancelaron sus agendas y dieron por acabada la campaña electoral en señal de duelo y repulsa por lo sucedido.
Durante las primeras horas tras la masacre terrorista la convicción generalizada en la sociedad y en las fuerzas políticas fue de atribuir la autoría a ETA. La única excepción fue Herri Batasuna, pues Arnaldo Otegi, fuentes próximas a ETA y portavoces habituales de la banda negaron que esta fuera la autora del atentado y además, se produjo el hecho insólito de que la izquierda abertzale condenó la cadena de atentados terroristas. En una declaración oficial, el ministro del Interior Ángel Acebes El presidente Aznar se dirigió a la nación desde el Palacio de la Moncloa en una declaración institucional poco antes de las 15:00 horas de la tarde. En ella, no se citó en ningún momento expresamente a la organización terrorista ETA.
Aznar llamó personalmente a los directores de los principales periódicos nacionales que estaban preparando ediciones especiales para sacarlas a primera hora de la tarde para transmitirles su absoluto convencimiento de que ETA era la autora de la matanza. La Ministra de Exteriores, Ana de Palacio, presionó a los cónsules y diplomáticos españoles para que difundieran en el extranjero la tesis de la autoría de ETA. Hasta se logró una condena explícita a ETA —a la cual se la calificó por primera vez como una banda terrorista y no independentista— por parte del Consejo de Seguridad de las Naciones Unidas. El Parlamento Europeo declaró que ese trágico día sería el día europeo de las víctimas del terrorismo.
A partir de las ocho de la tarde cuando volvió a comparecer el ministro del Interior, Ángel Acebes anunció que en Alcalá de Henares se había encontrado una furgoneta en cuyo interior había varios detonadores idénticos a los usados en los atentados y una cinta con versículos del Corán. A pesar de la información dada, el Gobierno siguió afirmando que la línea de investigación era ETA, pero sin descartar a Al Qaeda. En octubre de 2017, se hizo público un extracto del libro Sangre, Sudor y Paz, escrito por Lorenzo Silva, Manuel Sánchez y Gonzalo Araluce en el que se desvela que un equipo del Servicio de la Información de la Guardia Civil que espiaba al etarra Félix Ignacio Esparza Luri grabó una conversación suya en la que dijo sobre la brutal masacre terrorista en ese día: «Esto han tenido que ser los moros». Por la noche, una organización terrorista ligada a Al Qaeda (las brigadas de Abu Hafs Al Masri) reivindicaba el atentado ocurrido en la capital de España en un periódico árabe editado en el Reino Unido.
A las 22.00 horas de esa noche, la cadena SER informaba que «en el primer vagón del tren que explotaba antes de llegar a Atocha iba un terrorista suicida», información que resultó ser falsa.
Al día siguiente, el 12 de marzo, tras haberse producido el último Consejo de Ministros de la Legislatura, Aznar compareció por segunda vez ante los medios de comunicación y afirmó que «el Ejecutivo no descarta ninguna línea de investigación» Esa misma tarde, a las siete de la tarde comenzaron en toda España las marchas multitudinarias convocadas por el gobierno y presididas con el lema: «Con las víctimas, con la Constitución, por la derrota del terrorismo». Más de 11 millones de españoles se manifestaron en las principales vías de todas las ciudades del país para expresar su repulsa al terrorismo y su solidaridad con las víctimas del atentado. En la capital de España, fueron más de 2,3 millones de personas, y por primera vez miembros de la Casa Real participaban en una manifestación —el Príncipe de Asturias y las Infantas Cristina y Elena—, acompañados por el presidente Aznar y los expresidentes González y Calvo Sotelo, Zapatero, Rajoy, Jordi Pujol, el primer ministro francés, Jean-Pierre Raffarin y su homólogo italiano, Silvio Berlusconi, por citar a algunos.
Muchos ciudadanos consideraron que el Gobierno mentía acerca de la autoría del atentado, culpando a ETA para que no se considerase el atentado como una represalia por parte de Al Qaeda al apoyo del Ejecutivo a la invasión de Irak. Durante la jornada de reflexión del 13 de marzo se produjeron movilizaciones, convocadas a través de mensajes SMS, en contra del PP delante de sus sedes, siendo la movilización más multitudinaria en su sede principal de la calle Génova de Madrid. El principal motivo de estas concentraciones era saber la verdad de la autoría antes de ir a votar. Años después, en noviembre de 2013, Aznar reveló que el CNI mantenía las dudas sobre la autoría de las acciones terroristas dos días después de que se produjesen. Debido a estas concentraciones, el candidato del Partido Popular a la presidencia del Gobierno, Mariano Rajoy, compareció en televisión para pedir que cesaran unas «manifestaciones ilegales», las cuales calificó como «hechos antidemocráticos». Cerca de media hora después, compareció Alfredo Pérez Rubalcaba el cual afirmó que «los ciudadanos españoles se merecen un Gobierno que no les mienta, un Gobierno que diga siempre la verdad».
En la madrugada del 14 de marzo, antes de que los españoles acudieran a votar, Ángel Acebes anunció el hallazgo de un vídeo en el que el presunto portavoz «militar» de Al Qaeda en Europa reivindicaba la autoría de la matanza terrorista, además horas antes, se anunciaron las primeras detenciones por el atentado, se trataban de dos indios y tres marroquíes. Con estos hechos, se vinculaba al terrorismo islámico como la principal autora, pero el ministro del Interior seguía sin descartar la autoría de ETA, aunque la organización terrorista había negado su implicación en un comunicado.

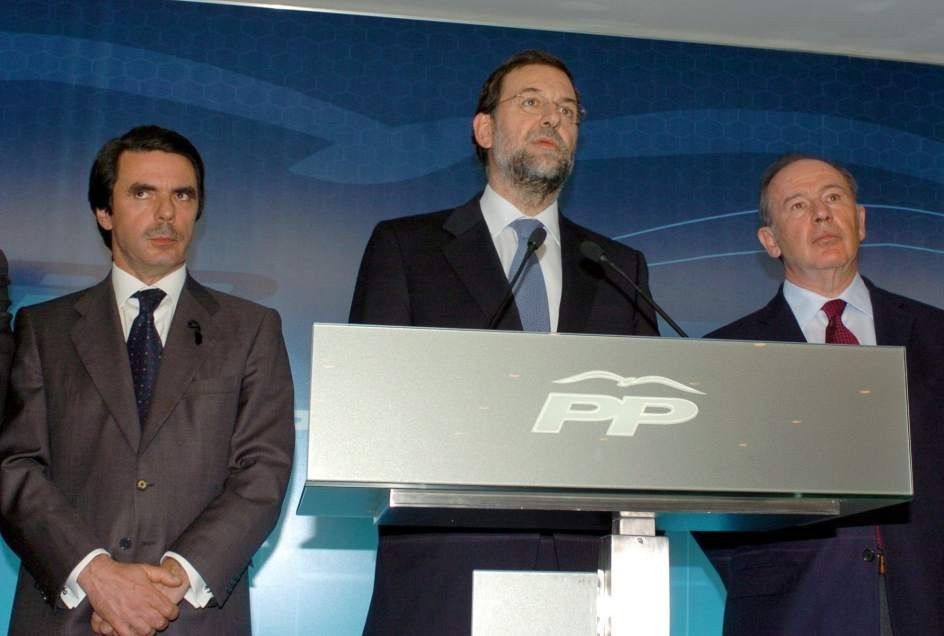
José María Aznar, Mariano Rajoy y Rodrigo Rato en una rueda de prensa en la sede del PP durante la noche electoral (14 de marzo de 2004).

En las elecciones generales del 14-M, en las que acudió a votar el 77,2 % del censo electoral, el Partido Popular fue derrotado, logró 9 763 144 votos (37,71 %) y 148 escaños, perdiendo 35 de ellos y la mayoría absoluta con respecto a las elecciones de cuatro años antes. El PSOE resultó vencedor y se convirtió en la candidatura más votada en unas elecciones generales, con 10,9 millones de votos. Los socialistas tendrían en el Congreso 164 escaños. Antes del atentado del 11-M, todos los sondeos electorales pronosticaron que los populares obtendrían por tercera vez consecutiva el triunfo en las urnas, aunque probablemente no llegarían a la mayoría absoluta. La victoria del PSOE supuso por tanto un vuelco electoral inesperado.
El 2 de abril, se evitó una nueva masacre terrorista, al ser encontrada a tiempo una bomba con 12 kilos de Goma 2-ECO en la vía del AVE Madrid-Sevilla. Al día siguiente, en Leganés (Madrid) se produjo el primer atentado suicida de la historia de Europa. Siete terroristas del «comando 11-M» se inmolaron en un piso cuando estaban siendo rodeados por la policía, a consecuencia de esa explosión asesinaron al agente Francisco Javier Torronteras, primera baja que sufrían los GEO desde su creación en 1978.

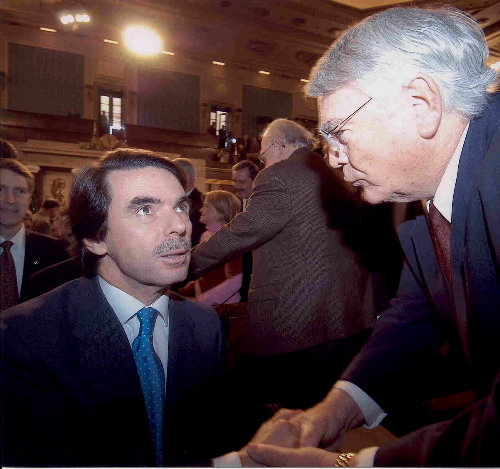
Aznar junto al congresista estadounidense, Terry Everett en el Congreso de los Estados Unidos (4 de febrero de 2004).

El 4 de abril, el ejército español libró en Nayaf (Irak) el enfrentamiento armado más importante desde hacía medio siglo.
El 17 de abril, José Luis Rodríguez Zapatero tomó posesión como el quinto presidente del Gobierno de España en el actual periodo democrático, y al día siguiente se formó el nuevo Gobierno de la nación, que relevó al del Partido Popular.
En abril de 2004, último mes en el que Aznar ocupaba la presidencia de España, se dio a conocer que el número total de desempleados fue de 1 743 706 personas, el 9,18 % de la población activa. En su segunda legislatura, se habían creado en España 2,4 millones de puestos de empleo. Cuando Aznar dejó el poder, la vivienda costaba más del doble que en 1996 y su precio aumentaba a un ritmo superior al 17 % anual. Pese a estas cifras, Aznar no reconoce ninguna responsabilidad en la burbuja especulativa del sector inmobiliario que se inició en su mandato, afirmando que «lo de las burbujas vino después» de su presidencia.

## Relación con el rey Juan Carlos I
Los medios periodísticos consideraron que la relación personal de Aznar con el rey Juan Carlos I no era buena, o al menos, era notablemente peor que la de su predecesor, Felipe González. Esta supuesta ausencia de cordialidad entre el monarca y el jefe del gobierno fue y sigue siendo un tema de estudio y debate periodístico. José María Aznar, ya como expresidente, refutó durante una entrevista esa percepción, manifestando que: «El rey es una figura histórica, sin el rey y sin la reina no se podría haber escrito la historia de la transición en España. El rey sigue siendo una figura vital en los tiempos de crisis. El rey y la Corona es una garantía institucional de la continuidad histórica de España. Y una garantía institucional es importante. Mis relaciones con el rey son correctas».
Esta supuesta disparidad, según ciertos medios, fue más manifiesta en la segunda legislatura de Aznar: En 2001, en una visita de Estado del Gran Duque de Luxemburgo a Madrid, el presidente señaló al rey y dijo «a este lo mandaba yo a Polonia», un hecho que los medios interpretaron como una intención de Aznar de, de alguna forma, «deshacerse» del rey Juan Carlos. En 2002 el monarca y la reina Sofía asisten a la boda de la hija de Aznar, que tuvo lugar con honores de Estado en el monasterio de El Escorial, pero desestimaron las invitaciones de Aznar el resto de miembros de la Casa Real, que no aparecen por la celebración. Al año siguiente, el rey, que es el mando supremo de las Fuerzas Armadas, nunca manifestó estar de acuerdo con la participación de España en la invasión de Irak, fuertemente apoyada por Aznar. Asimismo, Aznar nunca cenó con el rey durante las vacaciones de verano de la Familia Real en Mallorca, un protocolo habitual entre el rey y el presidente del Gobierno, que sí retomaría José Luis Rodríguez Zapatero.
Finalmente, tras dejar el cargo, el rey no ofreció un título nobiliario a Aznar en agradecimiento por los servicios prestados a la nación, siendo la primera vez que esto ocurre en el período democrático constitucional de España. Todos los expresidentes anteriores a Aznar sí recibieron títulos, excepto Felipe González, que rechazó el ofrecimiento del monarca de convertirle en Duque de Dos Hermanas.

## Después de ejercer el gobierno

### Relación con Mariano Rajoy

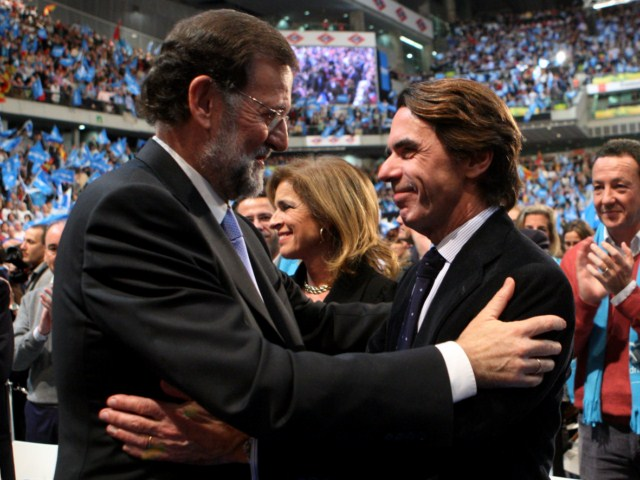
Aznar saludando a Mariano Rajoy en el acto de cierre de campaña de las elecciones generales de noviembre de 2011.

Numerosos medios de comunicación han especulado sobre la mala relación que Mariano Rajoy y Aznar mantendrían tras el nombramiento de Rajoy como presidente del partido tras la salida de Aznar. Durante la presidencia del gobierno de Rajoy, Aznar criticó determinadas actuaciones del ejecutivo, sobre todo en materia económica; en 2016, a raíz de la filtración de la comprobación fiscal que Hacienda le abrió a Aznar entre 2013 y 2014, este achacó la filtración de sus datos fiscales a sus críticas al gobierno del PP.

### 2004 y 2005

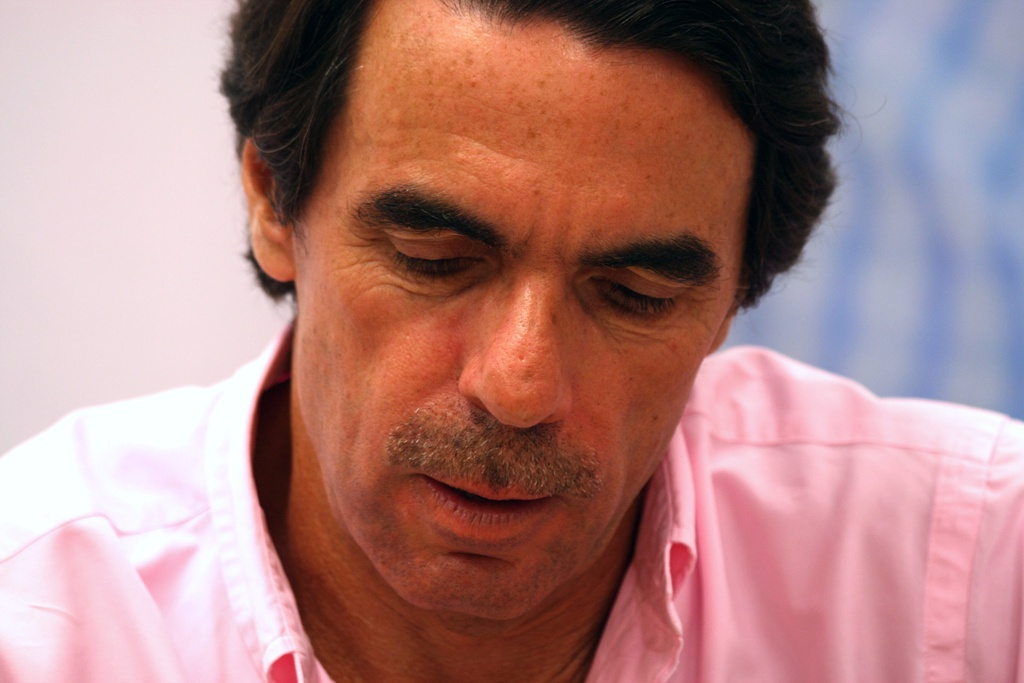
Aznar en la firma de una de sus obras en el año 2009.

Tras el cambio de gobierno, se hizo público que se había contratado por una suma de dos millones de dólares a la agencia de abogados Piper Rudnick, a través del Ministerio de Asuntos Exteriores, para desarrollar tareas de presión en favor de la concesión de la medalla del Congreso de los EE. UU. a Aznar. El PP argumentó que había sido contratada para defender los intereses económicos y diplomáticos de España, siguiendo una práctica «perfectamente legal y habitual».
En el año 2004, como respuesta a la reforma de los estatutos autonómicos, especialmente el nuevo Estatuto de Autonomía de Cataluña, en el cual se definía a Cataluña como una nación; empezó a utilizar el eslogan «España se rompe» sobre todo durante la primera legislatura de José Luis Rodríguez Zapatero como Presidente del Gobierno. El eslogan resumía las tesis de la derecha según las cuales el estatuto catalán hacía peligrar la unidad indisoluble de la nación española consagrada en la Constitución de 1978.
El 28 de marzo, reapareció en un mitin celebrado en el Palacio de Vistalegre junto a otros líderes, como su sucesor al frente de la presidencia del partido, Mariano Rajoy. El 3 de octubre fue proclamado presidente de honor del Partido Popular.
En julio de 2005 afirmó estar en posesión de todos los documentos sobre los atentados del 11-M. Por esta circunstancia un Juzgado de Madrid le abrió diligencias previas en relación con una querella por un presunto delito de infidelidad en la custodia de documentos secretos, ya que solo tenía derecho a acceder a esa información mientras fue presidente.

### 2006, 2007 y 2008
El 22 de junio de 2006 fue nombrado miembro del consejo de administración de News Corporation (grupo de Rupert Murdoch de línea editorial conservadora) convirtiéndose en el primero que no era anglosajón. Por ejercer este cargo ganaba al año 156 000 euros. Tras su nombramiento se descubrieron las incompatibilidades previstas por la ley para los miembros natos del Consejo de Estado; el expresidente no había informado que llevaba cobrando 10 000 euros mensuales del grupo del magnate Rupert Murdoch desde septiembre de 2004.
En mayo de 2007 fue nombrado presidente de la división para América Latina de J.E. Robert, empresa dedicada a grandes operaciones inmobiliarias en Estados Unidos y en Europa. Desde 2007 también fue miembro del Comité Asesor de Centaurus Capital, una firma de capital riesgo especializada en hedge funds (fondos de alto riesgo), dedicada a la compra y venta de empresas en el tiempo más breve y con el mayor margen de beneficio posible, hasta su despido en 2009. Desde la prensa española se especuló con la posible relación entre el apoyo del expresidente a la invasión de Irak con sus actuales actividades económicas, que tras abandonar la Moncloa, entre los años 2004 y 2005 le procuraron un millón de euros a través de Famaztella, la empresa familiar de Botella y Aznar, a los que hay que sumar 210 000 euros anuales de sus respectivos sueldos.
El 8 de febrero de 2007, en una rueda de prensa que realizó en Pozuelo de Alarcón (Madrid), afirmó «todo el mundo pensaba que en Irak había armas (de destrucción masiva), y ahora sé que no», pero también que habría vuelto a actuar de la misma forma con respecto de la guerra en Irak.
En noviembre de 2007, el presidente de Venezuela, Hugo Chávez, le llamó «fascista» y dirigió graves críticas contra él y contra petroleras españolas en la Cumbre Iberoamericana. Zapatero le defendió y el rey, enojado, le dijo el famoso:"¿Por qué no te callas?". Al día siguiente, Aznar agradeció el apoyo al monarca y a Zapatero por teléfono.

### 2009, 2010 y 2011
El 22 de octubre de 2008, dijo que el ecologismo es el nuevo comunismo, mostrándose escéptico sobre el cambio climático, pese a haber firmado el Protocolo de Kioto sobre la reducción de emisiones de gases de efecto invernadero en 1997. Por estas declaraciones Greenpeace añadió a la FAES (think tank afín al PP y que presidía en ese momento) en su lista negra del cambio climático. El Partido Popular se desmarcó de esta postura después de anunciarse que sería cabeza de cartel de una cumbre de escépticos del cambio climático organizada por el Instituto Heartland (think tank liberal) el 8 de marzo de 2009, incluyendo a su expresidente entre la «minoría de escépticos» frente al cambio climático de su partido. El 3 de marzo de 2009 se hizo público que finalmente Aznar no acudiría a la cumbre negacionista, noticia que fue bien recibida por el Partido Popular.
En 2010, la revista estadounidense Foreign Policy lo ubicó entre los "peores cinco expresidentes del mundo" por su conducta después de su presidencia. Según la revista, José María Aznar se ha distinguido por el "extremismo de su retórica" por sus opiniones negacionistas sobre el tema del calentamiento global, su rechazo a los esfuerzos de diálogo interreligiosos y por afirmar que la elección de un afrodescendiente de la presidencia de Estados Unidos llevaría a un "previsible desastre económico".
En enero de 2011 se anunció su «fichaje» como asesor externo de la cúpula directiva de Endesa enfocado en «temas latinoamericanos», con un sueldo de 200 000 euros anuales. Meses después, en septiembre del mismo año, se anunció su incorporación a la multinacional minera Barrick Gold Corporation en calidad de miembro del consejo asesor.
El 27 de diciembre de 2011, su mujer Ana Botella se convirtió en la primera mujer en ser alcaldesa de Madrid tras la marcha de Alberto Ruiz-Gallardón para ocupar la cartera del Ministerio de Justicia.

### Desde 2012

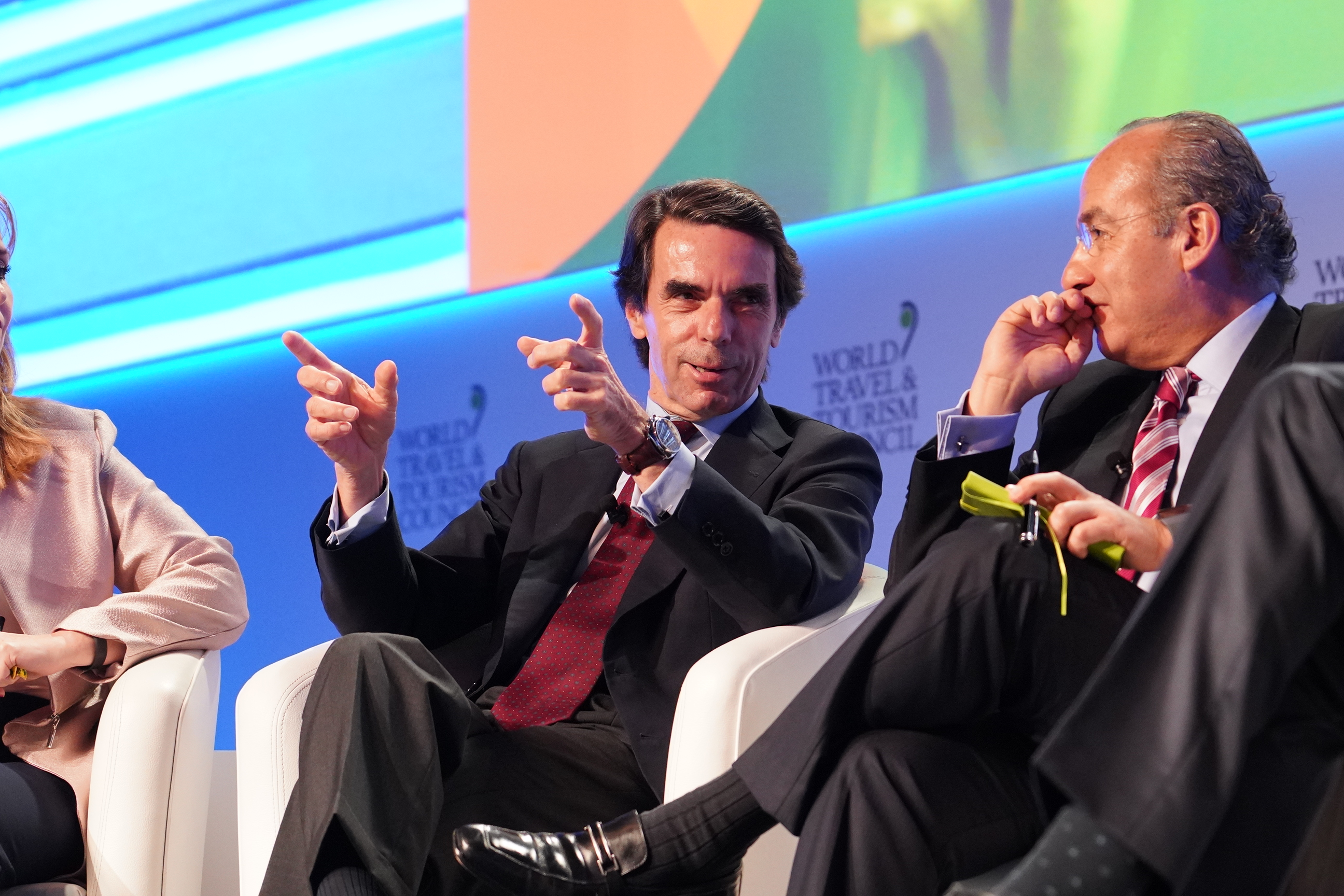
En 2018, junto a Felipe Calderón.

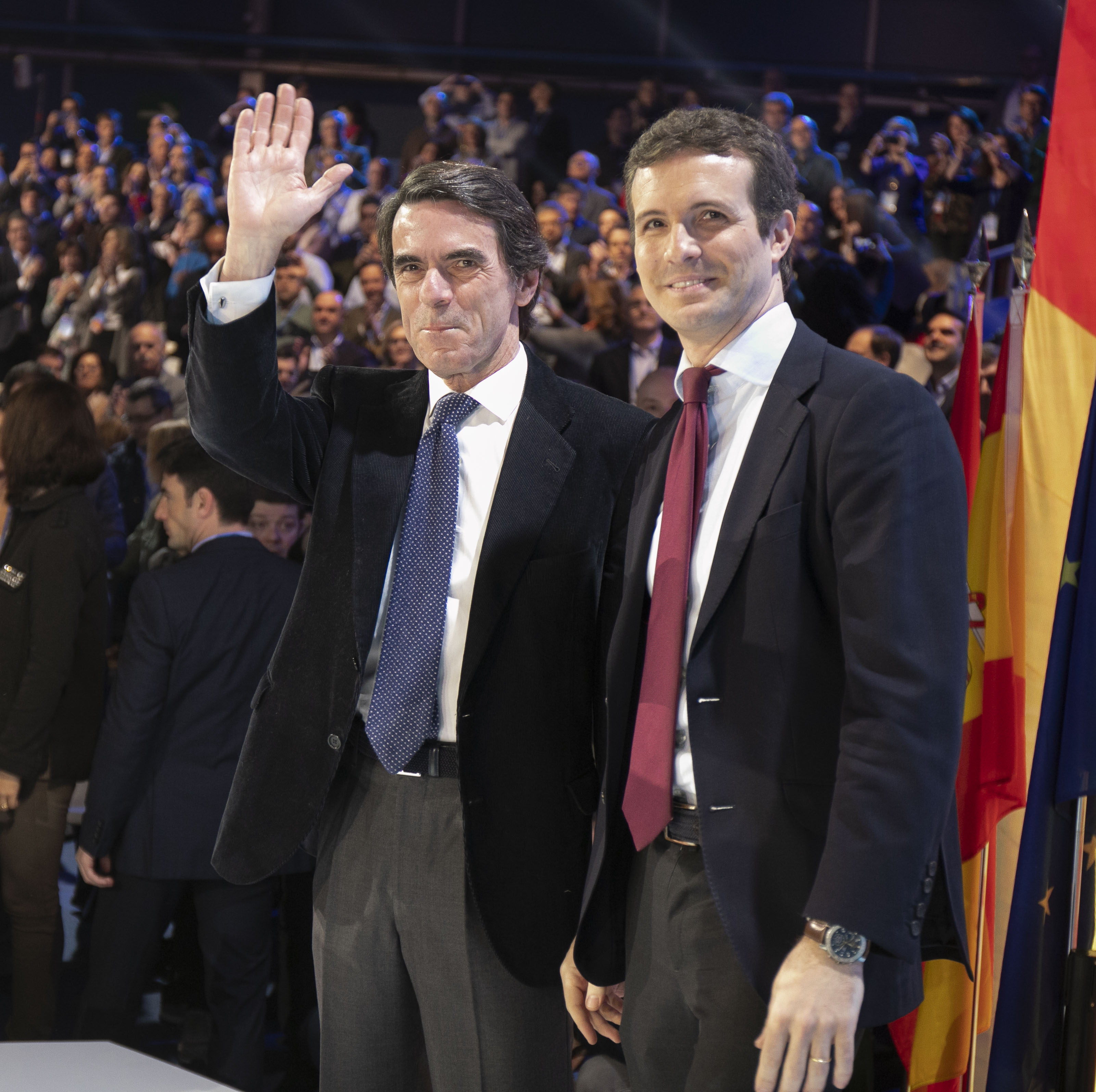
Aznar con Pablo Casado en 2019

El 21 de mayo de 2013 fue entrevistado por Gloria Lomana en Antena 3.
En octubre de 2013, KPMG anunció la contratación de Aznar como asesor personal de su presidente en España, John Scott.
El 7 de mayo de 2014, Aznar posó junto al retrato que realizó el expresidente estadounidense, George W. Bush en su Museo Presidencial en Dallas (Texas). El día 24 de ese mismo mes, una imagen protagonizada por él causó revuelo en las redes sociales, una en la que le estrecha la mano a Florentino Pérez después de que el Real Madrid marcara su segundo gol contra el Atlético de Madrid en la final de la UEFA Champions League.
En 2016 cabe destacar el hecho de que, tras aproximadamente un año de bloqueo político, Aznar se distancia del Partido Popular a causa del deterioro de las relaciones con este, el cierre de filas en torno a Rajoy, y la, a su juicio, «falta de reformas», por lo que renunció a la Presidencia de Honor del partido, pero conservando su carnet de afiliado.
El 16 de febrero de 2017, Aznar junto al también expresidente del Gobierno, Felipe González comparecieron en público en Madrid para pedir la libertad de los presos políticos del actual gobierno venezolano, en especial la de Leopoldo López, cuyo padre también estuvo presente.
En 2018 fichó por el bufete Latham & Watkins en calidad de asesor internacional.
En 2022, su sueldo acumulado desde que en 2006 empezó a asesorar a Rupert Murdoch superó los 4 millones de dólares.

## Ideología
Su concepción de España concede a esta una condición de «realidad histórica» forjada en el siglo xv —cuya más destacada expresión sería la conquista y colonización de América, vista desde un prisma positivo— y que pasaría a constituir para Aznar «una de las más antiguas naciones de Europa».

"Esa imagen de hombre austero, perseverante y tenaz, muy representativo de la clase media castellana, la que sus partidarios trataron de ensalzar para contrarrestar el poco atractivo de una personalidad adusta,(...)que para buena parte de la sociedad, incluidos algunos de sus votantes, resultaba antipática.(...)A la altura de 1996 parece que en él se concitaban varias pulsiones ideológicas: el conservadurismo católico típico de las élites funcionariales integradas familiarmente en la dictadura, las grandes pretensiones de regeneración moral y engrandecimiento de la patria(...), un compromiso más práctico con el recetario neoliberal en materia económica y el deseo de sentirse parte de una generación de políticos centristas más modernos, desvinculados en la medida de lo posible del incómodo recuerdo del franquismo, identificados en la medida de lo creíble con las clases medias españolas y propensos a coquetear con sus antagonistas culturales a fin de minimizar algunos tópicos sobre sí mismos y de satisfacer cierto morbo".Juan Andrade Blanco

Reorientador de la política exterior española, dirigió a esta hacia el atlantismo basado en el neoconservadurismo, propiciando un acercamiento a Tony Blair y George W. Bush a costa de las relaciones con el eje francoalemán. La visión nostálgica de la historia abrazada durante sus gobiernos se reformuló bajo parámetros diferentes a los del catolicismo tradicional: en vez de enfrentar antagónicamente la América Hispana y la idea de Hispanidad con la América anglosajona representada por los Estados Unidos de América, en dicha visión de las relaciones atlánticas se concibió a la primera como subalterna a la segunda.

## El iconismo de Aznar
José María Aznar acabó siendo una de las figuras más tratadas dentro de programas como Cruz y Raya o Caiga quien caiga (a cuyos presentadores, cuando el programa tocaba los puntos más altos de su fama en España, el propio Aznar invitó a comer al Palacio de La Moncloa, sede de la presidencia del gobierno). Así, dentro de sus rasgos más característicos se encontrarían algunas de sus frases, como la conocida "Estamos trabajando en ello", dicha en Crawford, Texas, el 23 de febrero de 2003, o su distintivo bigote, sobre el cual llegó a realizarse, cerca del final de su etapa de presidente, un juego flash que consistía en afeitárselo. Años después otra parte de su aspecto físico se volvió icónica y por tanto motivo de risa entre los españoles: sus marcados abdominales, sobre los cuales hablaron ya no solo los programas de humor sino también la prensa, en particular la prensa rosa.

## Polémicas y críticas
José María Aznar fue considerado como uno de los peores exmandatarios del mundo por la revista estadounidense Foreign Policy. La publicación considera a Aznar como uno de los dirigentes ya retirados que "peor se han adaptado a su condición de ex y que menos han colaborado al bienestar general" de su país tras dejar el cargo.

## Distinciones y condecoraciones

Escudo de Armas con Collar de la Orden de Isabel la Católica

Condecoraciones españolas
- Gran Cruz de la Real y Distinguida Orden de Carlos III. (04/05/1996) (ex officio)[247]
- Collar de la Real Orden de Isabel la Católica. (19/04/2004).[248]

Distinciones españolas
- Doctor honoris causa por la Universidad CEU Cardenal Herrera (20 de enero de 2009).[249]
- Doctor honoris causa por la Universidad Católica San Antonio (11 de noviembre de 2010).[250]
- Insignia de Oro de la organización profesional agraria ASAJA (Arévalo -Ávila-, 30 de abril de 2011).[251]
- Medalla de Oro de Madrid (15 de mayo de 2011).[252]

Condecoraciones extranjeras
- Caballero Gran Cruz de la Orden del Infante Don Enrique República Portuguesa. (23/08/1996)[253]

Distinciones extranjeras
- Doctor honoris causa por la Universidad de Florida (1998).[249]
- Doctor honoris causa por la Universidad Internacional de Florida (1998).
- Medalla de Oro de la Organización de Estados Iberoamericanos para la Educación, la Ciencia y la Cultura (OEI) (25 de octubre de 1999).
- Medalla de Oro de la Universidad Georgetown (Washington, enero de 2004).
- Medalla de Oro del Queen Sofía Spanish Institute (Nueva York, abril de 2005).
- Doctor honoris causa por la Universidad Católica del Sagrado Corazón de Milán (18 de enero de 2007).[249]
- Doctor honoris causa por la Universidad Peruana de Ciencias Aplicadas (2 de octubre de 2008).[249]
- Doctor honoris causa por la Universidad de Santiago de Chile (5 de octubre de 2008).[249]
- Doctor honoris causa por la Universidad Francisco Marroquín de Guatemala (11 de noviembre de 2008).[249]
- Doctor honoris causa por la Universidad San Ignacio de Loyola de Lima (21 de marzo de 2009).[254]
- Doctor honoris causa de la Universidad de las Américas de Ecuador (11 de octubre de 2011).[255]
- Doctor honoris causa de la Universidad Autónoma del Estado de Hidalgo (26 de agosto de 2016).[256]

Otros premios
- Premio Franz Josef Strauss de la Fundación Hanns Seidel (1998).
- Premio World Statesman por la Appeal of Conscience Foundation (Nueva York, octubre de 2003).
- Premio Voces contra el Terrorismo de la asociación de víctimas "Verde Esperanza" (Jaén, octubre de 2005).

## Obras
- Libertad y solidaridad. ISBN 978-84-320-4483-0 (1991).
- La España en que yo creo. ISBN 978-84-87462-20-7 (1995).
- España: la segunda transición. ISBN 978-84-239-1757-0 (1994), ISBN 978-84-239-9127-3 (1995).
- Ocho años de Gobierno. Una visión personal de España. ISBN 978-84-08-05225-8 (2004), ISBN 978-84-08-05799-4 (2005).
- Retratos y perfiles. De Fraga a Bush. ISBN 978-84-672-1461-1 (2005), ISBN 978-84-08-06704-7 (2006).
- Cartas a un joven español. ISBN 978-84-08-07517-2 (2007).
- España puede salir de la crisis. ISBN 978-84-08-08654-3 (2009).
- Memorias I. ISBN 978-84-08-01384-6 (2012).
- Memorias II. El compromiso del poder. ISBN 978-84-08-12139-8 (2013).
- El futuro es hoy. España en el cambio de época. ISBN 978-84-9942-728-7 (2018).